# Schlacht um die Philippinen
1941

Thailand – Malaiische Halbinsel – Pearl Harbor – Hongkong – Philippinen – Guam – Wake – Force Z – Borneo
1942

Burma – Rabaul – Singapur – Sumatra – Timor – Australien – Java – Salamaua–Lae – Bougainville/Buka – Shortland-Inseln – Indischer Ozean – Port Moresby – Tulagi – Korallenmeer – Midway – Nordamerika – Buna-Gona – Kokoda-Track – Nauru/Ocean Island
Die Schlacht um die Philippinen begann am 8. Dezember 1941 und endete am 9. Mai 1942 mit der Besetzung des Commonwealth der Philippinen durch Kaiserlich Japanische Streitkräfte. Sie war das Resultat der japanischen Expansionsbewegung im südostasiatischen Raum während des Pazifikkriegs im Zweiten Weltkrieg. Auf den Philippinen sollten im Besonderen amerikanische Militärflugplätze ausgeschaltet werden, von denen Angriffe auf die japanischen Hauptinseln und auf das japanisch besetzte China geflogen werden konnten.

## Überblick
Kurz nach dem japanischen Angriff auf Pearl Harbor begann die Kaiserlich Japanische Armee am 8. Dezember 1941 mit der Invasion der Philippinen. Nach anfänglichen Bombardements der amerikanischen Flugfelder landeten sie auf Luzon im Norden und auf Mindanao im Süden. Die Amerikanisch-Philippinische Armee begann sofort mit dem Rückzug, da sie den japanischen Invasoren unterlegen waren. Manila fiel am 2. Januar 1942, die Halbinsel Bataan, das vorletzte von Alliierten gehaltene Gebiet, am 9. April 1942. Die alliierten Soldaten wurden von den Japanern in Gefangenenlager ins Hinterland gebracht. Es kam zum Todesmarsch von Bataan. Nur auf der Bataan vorgelagerten Insel Corregidor konnten sich noch Einheiten bis zum 6. Mai halten, dann nahmen die Japaner auch diese ein.
Erst nach der erfolgreich geführten See- und Luftschlacht im Golf von Leyte Ende Oktober 1944 und der anschließenden amerikanischen Landung gelang es, die Philippinen wieder von den japanischen Besatzern zu befreien.

## Die Philippinen
Das philippinische Territorium besteht aus etwa 7.100 großen und kleinen Inseln, die sich über etwa 1.700 Kilometer von Süden nach Norden zwischen dem 5. bis 21. Breitengrad Nord und über etwa 1.100 Kilometer von Osten nach Westen erstrecken. Die Philippinen liegen südlich von Formosa, dem heutigen Taiwan. Die Inselwelt verteilt sich über Luzon im Norden, die Visayas-Inseln in der Mitte, Mindanao im Süden und die Insel Palawan und der Sulu-Archipel westlich von Mindanao.

### Die Philippinen 1941
Der Luftverkehr auf den Philippinen war zu dieser Zeit relativ gut entwickelt. Eisenbahnen gab es nur auf Luzon, Panay und Cebu, allerdings befanden sie sich in schlechtem Zustand. Auf dem flachen Land der Hauptinseln waren die Straßen gut ausgebaut. Wichtige Häfen sind die von Manila und Cebu City, und andere Häfen wie die von Iloilo City, Davao City und Legaspi City dienen dem Export lokaler Spezialitäten.

## Vorgeschichte
Die erste Philippinische Republik wurde am 12. Juni 1898 nach der Unabhängigkeit von Spanien durch General Emilio Aguinaldo ausgerufen. Nach dem Spanisch-Amerikanischen Krieg entschieden die USA, die Philippinen für sich zu beanspruchen. So begann am 4. Februar 1899 der Philippinisch-Amerikanische Krieg. 1901 installierten die Amerikaner eine Besatzungsregierung.
Um den Vormarsch auf Java zu sichern, musste das strategisch wichtige Gebiet der Philippinen von den Japanern eingenommen werden.

### Aufrüstung der Philippinen
1935 wurde der Commonwealth der Philippinen unter der Vorherrschaft der USA gegründet. Der erste gewählte Präsident Manuel Luis Quezon y Molina überzeugte General Douglas MacArthur davon, eine unabhängige philippinische Verteidigungsarmee aufzubauen. MacArthur wurde Militärberater auf den Philippinen, wo er diese Aufgabe mit der Unterstützung von Major James Basevi Ord und Major Dwight D. Eisenhower anging.
Der Truppenkern wurde von einheimischen Philippine Scouts gebildet, die schon im philippinischen Department der USA gedient hatten. Als die japanische Bedrohung zunahm, wurde von den USA Anfang 1941 eine Aufrüstung der Philippinen beschlossen. Dazu wurde am 26. Juli 1941 die United States Army Forces, Far East (USAFFE) gegründet. Am selben Tag fror Präsident Roosevelt alle japanischen Gelder in den USA ein. Das Hauptziel war nun die Verteidigung der Philippinen. Die USAFFE unter dem Kommando von MacArthur begann am 1. September mit der Rekrutierung und Ausbildung neuer Truppenteile. Im April des Folgejahres sollte das Unterfangen abgeschlossen sein.

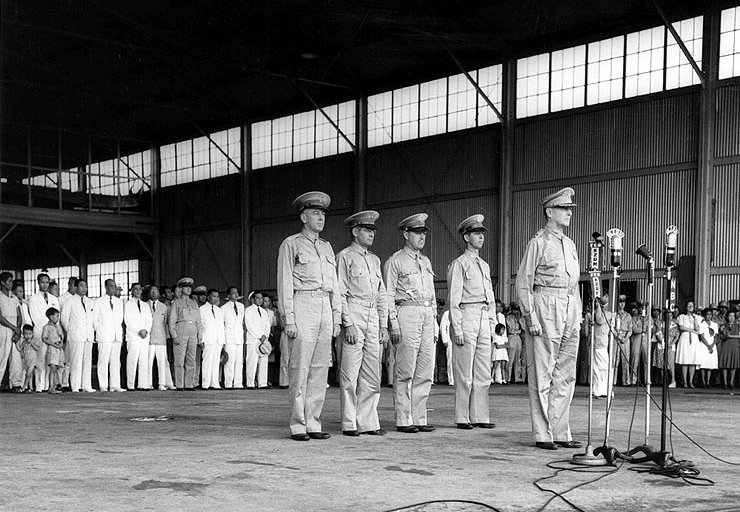
General MacArthur übernahm am 15. August 1941 das Kommando über die Armee auf den Philippinen

Am 31. Juli 1941 bestand die Amerikanisch-Philippinische Armee aus 22.532 US-Soldaten, darunter 1.434 US-Offiziere. Unter den restlichen 21.098 waren 11.937 Philippine Scouts. Ungefähr die Hälfte der Soldaten waren also Amerikaner. Dazu kamen die in Cavite stationierte Asienflotte und die Küstenwachboote in der Bucht von Manila. Bis Dezember 1941 wurde die Truppenstärke der Filipinos um rund 100.000 Mann erhöht. Im Dezember 1941 standen an modernen Kampfflugzeugen nur 91 P-40-Warhawk-Jäger und 34 B-17-Bomber zur Verfügung. Dazu kamen noch 48 P-35-Jäger, die den japanischen Jägern jedoch hoffnungslos unterlegen waren.
Im August 1941 stand fest, dass die Armee einer möglichen japanischen Invasion nicht widerstehen könnte, da Waffen wie Flugabwehrgeschütze, Panzer und moderne Kampfflugzeuge fehlten. Die USA stellten in Aussicht, bis Anfang 1942 für eine adäquate Aufrüstung zu sorgen. Eine angebotene Verlegung einer Einheit der Nationalgarde lehnte MacArthur aber ab.
Die amerikanische Truppenstärke wurde bis Ende November um 1.312 Offiziere, 25 Krankenschwestern und 18.047 zusätzlichen Soldaten ergänzt.

### Truppendefizite der Amerikanisch-Philippinischen Armee
Die größten Probleme in der Amerikanisch-Philippinischen Armee waren die Sprachunterschiede der Filippinos aus den verschiedenen Landesteilen der Inselrepublik. Dabei handelte es sich nicht nur um unterschiedliche Dialekte einer Sprache, sondern auch um generell unterschiedliche Sprachen wie Tagalog, Bikolano, Hiligaynon, Waray-Waray oder Cebuano. Zudem gab es Sprachschwierigkeiten zwischen Soldaten und Ausbildern, da die 6000 amerikanischen Ausbilder keine der sechsundzwanzig Sprachen der Filipinos und die meisten Filipinos damals kein Englisch sprachen. Viele Soldaten konnten weder schreiben noch lesen. Dazu kam die mangelhafte Ausbildung, da in einer so kurzen Zeit eine Ausbildung einer so großen Zahl neuer Rekruten unmöglich war. So ging zu Beginn der japanischen Invasion ein Großteil der Soldaten in den Kampf, ohne je ein Gewehr abgefeuert zu haben.
Bis auf die Philippine Scouts waren die Soldaten unzureichend ausgebildet. Die vorhandene Ausrüstung ließ zudem zu wünschen übrig. Es standen nur veraltete Waffen und schlechte Kleidung zur Verfügung. Zum Teil waren die Soldaten mit Lee-Enfield-Gewehren aus dem Ersten Weltkrieg ausgerüstet. Die Divisionen waren zudem nur mit 20 % der vorgesehenen Artillerie ausgestattet. Außerdem war die Versorgungslage der Truppe auch nicht die beste, da eine entsprechende Infrastruktur erst aufgebaut werden musste.

### Die US-Asienflotte

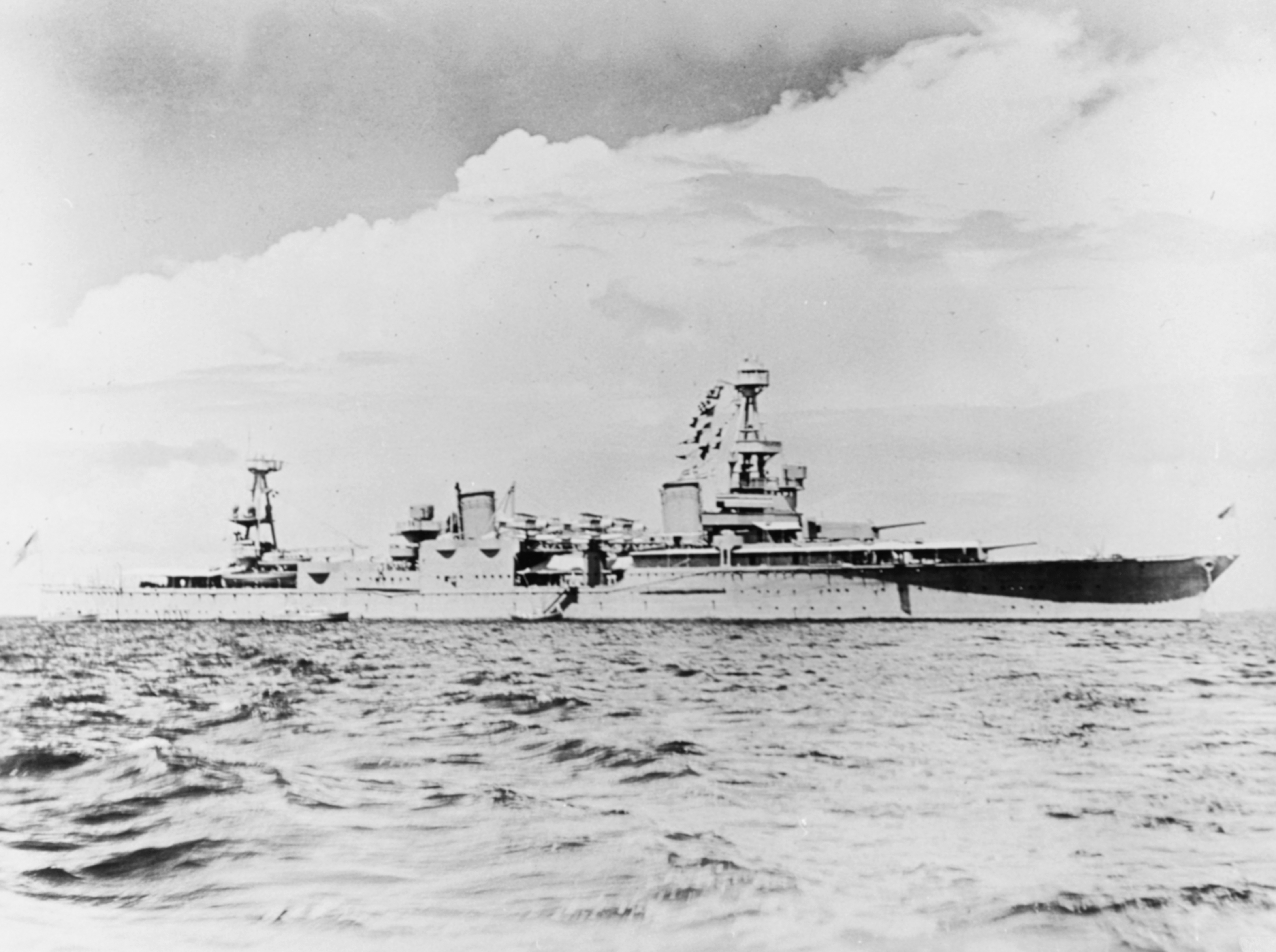
Die USS Houston in der Bucht von Manila

Die Aufgabe der United States Asiatic Fleet (Task Force 5) war es, die Gewässer und im Besonderen die Häfen der Philippinen zu schützen und zu verteidigen. Zu diesem Zweck waren ihre Schiffe über das komplette Inselarchipel verteilt. Die nördlichsten Einheiten lagen in Nord-Luzon und die südlichsten bei Borneo. Somit war die Flotte über eine Länge von 1.500 km verteilt. Das Flaggschiff, der Schwere Kreuzer Houston, befand sich zu Kriegsbeginn gerade bei der Insel Panay. Zur Asienflotte gehörten auch die zwei Leichten Kreuzer Marblehead und Boise. Hauptkomponente der Asienflotte waren 13 Zerstörer, von denen sich zwei aber zu Reparaturzwecken im Dock befanden. Dazu kamen 27 U-Boote, fünf Kanonenboote, sechs Torpedoboote sowie fünf Minensuchboote und andere kleinere Einheiten. Zu den kleineren Schiffen gehörte auch der Schoner Lanikai. Im Hafen von Manila lag im Dezember der Seeflugzeugträger Langley. Nur die Houston und die 27 U-Boote waren modernere Einheiten, während der Rest ältere Einheiten waren.

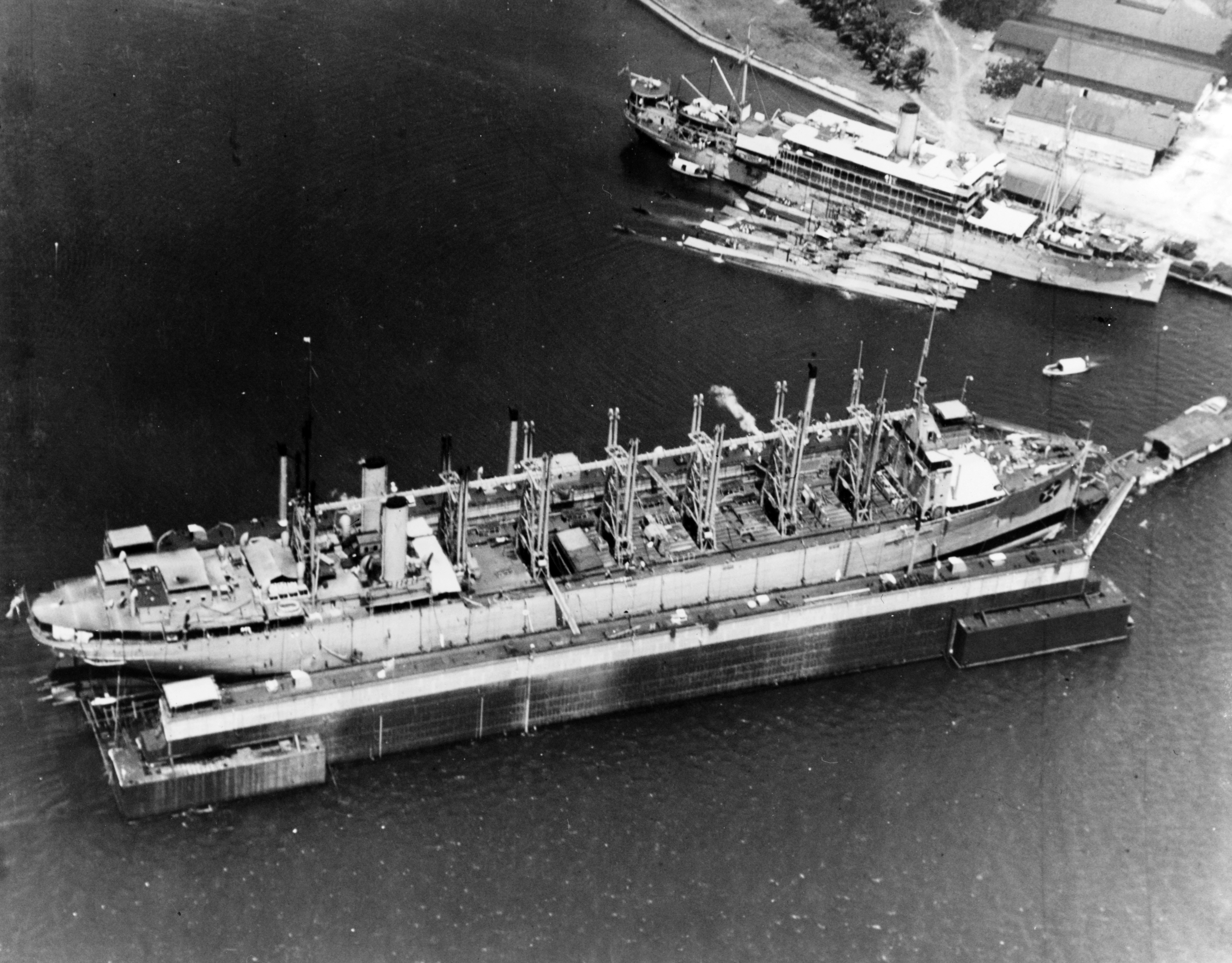
Schwimmdock Dewey in Olongapo auf den Philippinen (9. März 1932). Im Dock liegt der Seeflugzeugtender Jason, oben rechts der U-Boot-Tender Canopus mit vier U-Booten.

Da der Flottenkommandant Konteradmiral William A. Glassford die Entscheidung traf, mit der kompletten Flotte nach Borneo zu laufen, sich dort zu sammeln und aufzutanken, verließen alle Schiffe am späten Nachmittag des 8. Dezember in der Dunkelheit ihre Positionen, so dass sich am 10. Dezember kein einziges einsatzfähiges größeres Kriegsschiff der Asienflotte mehr in philippinischen Gewässern befand.
Die einzigen verbliebenen Schiffe waren die Küstenwachschiffe und die Schiffe, die gerade zur Reparatur in den Häfen lagen. Dazu kamen die U-Boote und eine nicht zu vernachlässigende Zahl an Frachtschiffen. Allein 40 große Frachter lagen vor Manila.

### Der japanische Angriffsplan
Manila, die philippinische Hauptstadt, liegt nur 2.900 km von Tokio entfernt. Formosa und Hongkong sind weniger als 1.100 km entfernt. Damit lagen amerikanische Stützpunkte im direkten Zugriffsbereich des japanischen Einflussgebiets, das nach dem Motto Asien den Asiaten von jeglicher westlicher Unterwanderung bereinigt werden sollte. Dies musste möglichst schnell geschehen, bevor die USA den Angriff auf Formosa, China oder sogar Japan selbst starten konnten. Daher war die Invasion der Philippinen kurz nach der Kriegseröffnung mit dem Angriff auf Pearl Harbor eine unabdingbare Folge. Um die Kommunikation mit den USA zu unterbrechen, sollten Wake und Guam eingenommen werden. Gleichzeitig sollten Angriffe auf die alliierten Truppen in Südostasien erfolgen, die aus Niederländern, Briten und Australiern bestanden.
Mitte September 1941 führte das Hauptquartier der Kombinierten Flotte, nachdem es die Genehmigung des Admiralstabs der Marine erhalten hatte, eine Kartenübung am Marine College in Meguro, Tokio, durch und prüfte die Durchführbarkeit dieses Plans. Das war die sogenannte „Map Exercise at the Naval College“. Für die Philippinen waren vorgesehen:
- Marineschiffe: Etwa 60 Schiffe, bestehend aus zwei Kreuzern, 14 Zerstörern, 17 U-Booten, vier Wasserflugzeugtendern als Kern
- Luftwaffe: Etwa 160 Flugzeuge (Summe aus Heeres- und Marineluftstreitkräften)
- Bodentruppen: Ungefähr 40.000 Soldaten[3]

Für die Operation wurde am 6. November 1941 gemäß der Ergänzungsschrift in der Marine Department Instruktion Nr. 1 des Großen Hauptquartiers, die japanische Südarmee aufgestellt, die aus drei Regionalarmeen und einigen Armeen mit entsprechender Luftunterstützung bestand. Das Kommando hatte General Hisaichi Terauchi. Zur Invasion der Philippinen wurde die 14. Armee unter Generalleutnant Homma Masaharu bestimmt, die aus der 16. und 48. Division und der 65. Selbstständigen Gemischten Brigade bestand.
Für den Transport zwischen den Inseln sind die Philippinen sehr stark vom Luftverkehr abhängig, daher sollte das Primärziel die Einnahme von Militärflugplätzen sein. Obwohl es hundert oder mehr Flughäfen gab, waren sie im Allgemeinen klein, und viele von ihnen waren als Luftwaffenstützpunkte für Operationen ziemlich ungeeignet. Die wichtigsten Stützpunkte auf den südlichen Philippinen, die von der Luftwaffe als Einsatzstützpunkte genutzt wurden, waren auf Mindanao Davao, Zamboanga, Delmonte, Cagayan und Cotabato und auf anderen Inseln Jolo, Iloilo und Cebu.
Der Angriffsplan mit Namen Operation M sah vor, am ersten Kriegstag Luftangriffe auf amerikanische Flugstützpunkte zu starten, um möglichst die völlige Luftherrschaft zu erhalten. Gleichzeitig sollten Landungen auf den Batan-Inseln, Aparri, Vigan und Legaspi auf Luzon und in Davao auf Mindanao von vereinten Land- und Seestreitkräften vorgenommen werden.
Die Hauptlandung der 14. Armee sollte dann im Golf von Lingayen und in der Bucht von Lamon erfolgen. Das Ziel war die Einnahme von Manila und die folgende Besetzung von ganz Luzon. Masaharu Homma sollte dies in knapp 50 Tagen erledigen. Die Hälfte der 14. Armee war anschließend für weitere Einsätze im Süden vorgesehen, während die übrige Hälfte den Rest der Philippinen bis Mindanao erobern sollte.
Laut der Vereinbarung zwischen dem Oberbefehlshaber der Südarmee, General Terauchi Hisaichi, und dem Kommandeur der Südlichen Eingreiftruppe der Marine, dem Oberbefehlshaber der 2. Flotte, Vizeadmiral Kondō Nobutake war folgender Ablauf für die Operation M vorgesehen:
| Tag  | Einnahmegebiet                                                      |
| ---- | ------------------------------------------------------------------- |
| X*   | Batan-Inseln                                                        |
| X+1  | Umgebung von Vigan, oder Umgebung von Laoag und Umgebung von Aparri |
| X+4  | Umgebung von Legaspi                                                |
| X+6  | Umgebung von Davao                                                  |
| X+13 | Jolo                                                                |
| X+14 | Golf von Lingayen, Umgebung der Bucht von Lamon                     |

* als Tag X war zunächst der 6. oder 7. Dezember 1941 vorgesehen

#### Iwakuni Übereinkommen
Die 14. Armee, die 3. und 5. Luftwaffe und die 11. Luftflotte, die die Operation auf den Philippinen übernehmen sollten, schlossen zwischen dem 14. und 16. November in der Iwakuni Air Group Basis der Marine in der Präfektur Yamaguchi die operative Vereinbarung zwischen den Einheiten der Armee und der Marine, das sogenannte Iwakuni Übereinkommen.
Darin wurden die Punkte im Zusammenhang mit dem Einsatz der Kampfflugzeuge umrissen und festgelegt. Dies war im Besonderen die Bereitstellung der Luftflotten der Flugzeugträger und landgestützter Flugzeuge. Die Luftangriffsplanungen zur Zerstörung der feindlichen Luftwaffe auf den Philippinen und die Bereitstellung von Flugplätzen sowie die Unterstützung für die angelandeten Bodentruppen. Weiter waren Aufklärungsflüge über den Landungsgebieten geplant und die Luftverteidigung der Insel Formosa vorgesehen.
Als Ergebnis des Iwakuni-Übereinkommens wurde die Luftverteidigung der Transportkonvois, die innerhalb von zweihundert Kilometern vor der Küste Formosas segelten, der Armee übertragen. Der Geheimdienst, der auf eine US-Verstärkung von B-17 im Gebiet der Philippinen hinwies, machte die Stärkung der Luftverteidigung in Formosa ebenfalls zu einem Thema.
| 3. Luftwaffe | Einheit                         | Befehlshaber                   | Beordert nach |
| ------------ | ------------------------------- | ------------------------------ | ------------- |
| 3. Luftwaffe | 81. Luftgruppe                  | Oberstleutnant Yanagimoto Eiki | Phnom Penh    |
| 3. Luftwaffe | 3. Luftdivision                 | Generalmajor Endō Saburō       | Hanoi         |
| 3. Luftwaffe | 7. Luftdivision                 | Generalmajor Yamamoto Kenji    | Haikou        |
| 3. Luftwaffe | 10. Luftdivision                | Generalmajor Hirota Yutaka     | Tourane       |
| 3. Luftwaffe | 12. Luftdivision                | Oberst Aoki Takezō             | Saigon        |
| 3. Luftwaffe | 15. Unabhängige Lufteinheit     | Oberstleutnant Nakahama Gosuke | Phnom Penh    |
| 3. Luftwaffe | 83. Unabhängige Lufteinheit     | Oberst Nitahara Kenjirō        | Nha Trang     |
| 5. Luftwaffe | 4. Luftdivision                 | Generalmajor Kawara Toshiaki   | Formosa       |
| 5. Luftwaffe | 16. Luftgruppe                  | Oberstleutnant Yanase Kengo    | Formosa       |
| 5. Luftwaffe | 52. Unabhängiges Luftgeschwader | Capt. Ōmori Shigeru            | Formosa       |

### Die Verteidigungsstrategie der Amerikaner

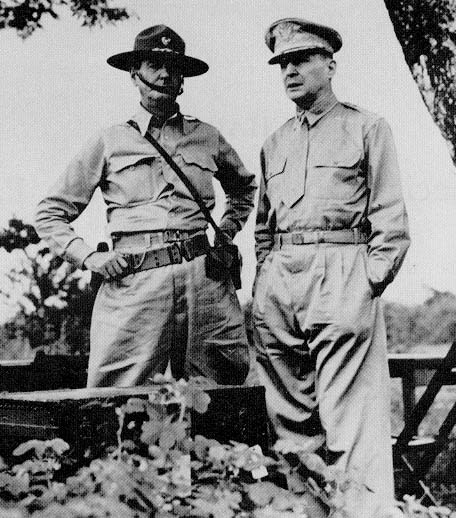
Die Generale Wainwright und MacArthur (v. l. n. r.)

Schon seit einigen Jahren existierten für die Verteidigung der philippinischen Inseln Pläne, deren letzte Revision vom April 1941 War Plan Orange-3 lautete. Dieser Plan ging aber nur von einer Beteiligung der Japaner und Amerikaner an einem Krieg aus und war eigentlich veraltet. Von der taktischen Seite aus gesehen orientierte er sich aber gut an den lokalen Gegebenheiten. Der Plan ging weiterhin von einem japanischen Angriff ohne vorherige Kriegserklärung aus. Die Vorwarnzeit wurde mit weniger als 48 Stunden angenommen, so dass mit einer Unterstützung aus den USA nicht gerechnet werden konnte. Weiterhin wurde mit einer Einnahme von Manila in der Truppenstärke von etwa 100.000 Soldaten ausgegangen, die von den auf den Philippinen lebenden 30.000 Japanern unterstützt würden. Die Landung könnte an mehreren Stellen erfolgen und würde von entsprechenden Bombardements unterstützt.
In der Folge sah der Plan vor, die Bucht von Manila zu halten, wobei die Halbinsel Bataan die Schlüsselstelle für die Verteidigung sein sollte. Ebenso musste die Lufthoheit so weit wie möglich gehalten werden. Die belagerten Truppen sollten dann so lange durchhalten, bis die US Navy die japanische Marine auf See besiegt hätte und Ersatz heranbringen könnte. Was bei einem Fall von Bataan unternommen werden sollte, stand allerdings nicht im Plan Orange-3.
General MacArthur ging mit seinen Ansichten deutlich weiter. Er war Optimist und ging angesichts der wachsenden Lieferungen von Flugzeugen und anderen unterstützenden Materialien davon aus, die Philippinen zu einer sich selbst verteidigenden Festung ausbauen zu können. Die Abwehr eines japanischen Angriffes sollte dann kein Problem sein. Im Gegenteil war seine Ansicht, das ganze Chinesische Meer mit den amerikanischen Flugzeugen kontrollieren zu können. Daher weigerte er sich, die ihm von Orange zugewiesene Rolle zu übernehmen, und verkündete stattdessen ein ehrgeiziges Schema der Vorwärtsverteidigung im Falle eines japanischen Angriffs. Dabei würden die Inseln von einer großen Streitmacht ausgebildeter philippinischer Reservisten verteidigt, durch die kleine Garnison regulärer Truppen der US-Armee verstärkt und auf See von einer Streitmacht von U-Booten und PT-Schnellbooten und in der Luft von Staffeln der neuen Schweren Bomber der Bauart Boeing B-17 Flying Fortress abgeschirmt.

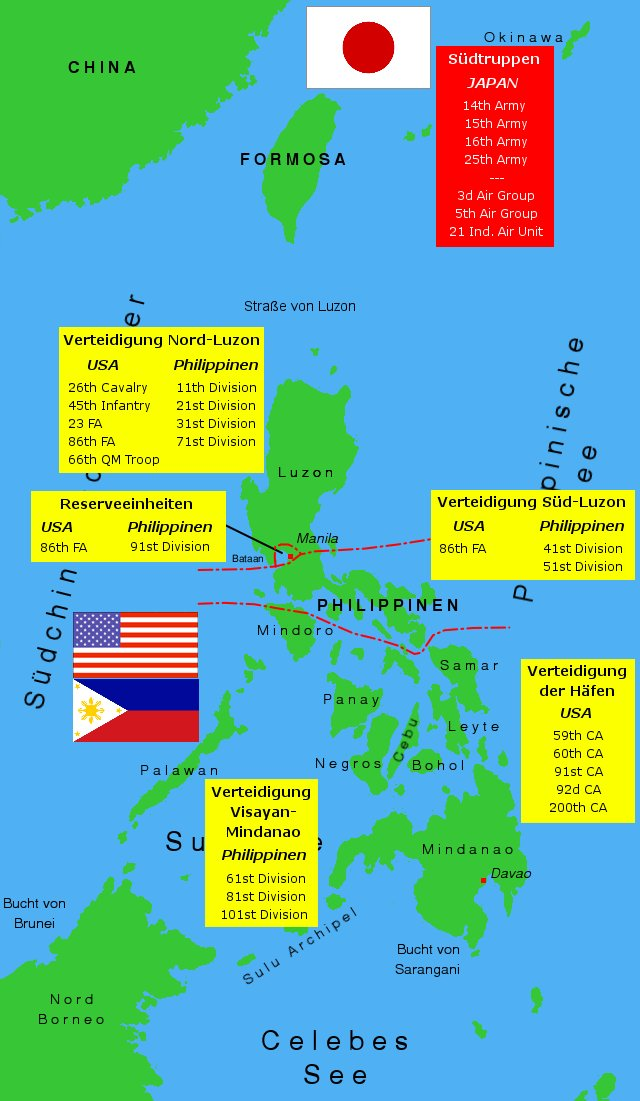
Gebiet der Philippinen mit Truppenstärken

Im Oktober erhielt MacArthur den neuen Verteidigungsplan Rainbow 5 aus Washington. Dieser ging von einer alliierten Kriegssituation gegen die Japaner aus und kalkulierte den Verlust von Wake, Guam und den Philippinen mit ein. MacArthur sträubte sich in einem Telegramm gegen diesen Plan, da er weder ein asiatisches Oberkommando, noch die Aktivierung der philippinischen Streitkräfte vorsah. Im November wurde eine erneute Revision des Plans vorgenommen und MacArthur konnte darangehen, seine Pläne zum Aufbau der Streitmacht zur Verteidigung des Inselreichs aufzubauen.
Die Inseln wurden in drei Zonen aufgeteilt und die Streitmacht entsprechend verteilt. Da von einem Angriff auf Luzon auszugehen war, wurden dort die größten Truppenteile stationiert. Die Reserve lag bei Manila bereit.
Die Truppen in Nord-Luzon wurden von General Jonathan Wainwright befehligt und hatten die Aufgabe, eine japanische Landung zu verhindern. Die oberste Prämisse war das Halten der Strände bis zum letzten Mann.
Die Süd-Luzon-Truppen kamen unter den Befehl von Brigadegeneral George M. Parker. Seine Aufgaben waren die gleichen wie die von General Wainwright.
General William F. Sharp bekam das Kommando zur Verteidigung des Visayan-Mindanao-Bereichs.
Die Reserveeinheiten, die bei Manila lagen, unterstanden dem direkten Befehl von General MacArthur.
Ende November 1941 kamen Verlautbarungen aus den USA, dass die japanischen Truppenbewegungen den Schluss zuließen, nach allen Seiten losschlagen zu können. Es wurde für Hawaii und die Philippinen sogar eine Kriegswarnung ausgegeben. Außerdem wurden Invasionen in Thailand und Malaysia erwartet.

## Kriegsbeginn
Mit dem gegen Pearl Harbor gerichteten Erstschlag am Morgen des 7. Dezember 1941, 6:00 Uhr (Honolulu-Zeit), eröffneten die Japaner den Pazifikkrieg. Damit schalteten sie zuerst die US-Marineeinheiten der Pazifikflotte aus. Niemand rechnete mit der Möglichkeit, dass Japan auch unmittelbar darauf in weiten Teilen Südostasiens losschlagen würde. 40 Minuten nach dem Angriff auf Pearl Harbor wurde Kota Bharu in Britisch-Malaysia angegriffen, 3 Stunden danach fielen Japaner in Thailand ein. Weitere simultane Ziele waren kurz hintereinander Singapur, Guam, Hongkong und Wake.
Mit diesen Erstschlägen waren die Verteidigungspläne der USA hinfällig. Der Rainbowplan sah im Ernstfall ein aggressives Eingreifen der amerikanischen Pazifikflotte vor, indem die Karolinen und die Marshallinseln genommen werden sollten. Dazu sollte auf Truk eine erweiterte Basis aufgebaut werden. Danach wären die Philippinen das nächste Ziel gewesen, um die kämpfenden Einheiten bei der Verteidigung zu unterstützen und die Japaner zurückzudrängen. Doch nun waren die philippinischen Inseln isoliert.

### Die ersten Angriffe
Auf den Philippinen war es der 8. Dezember, 2:30 Uhr (Manila-Zeit), als die Meldung des Angriffs auf Pearl Harbor durchgegeben wurde. Mit den Anfangsworten „Luftangriff auf Pearl Harbor! Dies ist keine Übung!“ gab die US-Marine das für unmöglich Erachtete bekannt. Etwa drei Stunden später waren alle Truppenteile im ganzen Land informiert, dass der Krieg begonnen hatte und jederzeit ein Angriff auf die Inseln erfolgen konnte.
Zur gleichen Zeit waren auf Formosa die japanischen Kampfflugzeuge bereit für den Angriff auf Luzon. Die Japaner hofften noch, dass auch bei dieser Attacke der Überraschungseffekt greifen würde. Doch aufziehende Wolken machten einen frühen Start unmöglich, so dass damit nicht mehr gerechnet werden konnte. Im Gegenteil, es stieg die Wahrscheinlichkeit eines amerikanischen Bomberangriffs auf Formosa. Tatsächlich versuchte der zuständige amerikanische General, von MacArthur eine Erlaubnis für eine Frühattacke zu bekommen. Nach einem Überseegespräch mit der zuständigen Behörde wurde aber empfohlen, sich nicht auch überraschen zu lassen und die Maschinen auf Patrouillenflüge ohne Bomben zu schicken, damit sie nicht am Boden zerstört würden. Kurze Zeit darauf entschied General MacArthur folgende Vorgehensweise: Würde die Luftwaffenbasis Clark Field bei Fort Stotsenberg nicht innerhalb der nächsten Stunden angegriffen werden, sollten zwei Bomberstaffeln am Spätnachmittag Formosa bombardieren. Gegen 11:30 Uhr standen die Bomber wieder auf der Basis und wurden mit den Bomben für Formosa bestückt.

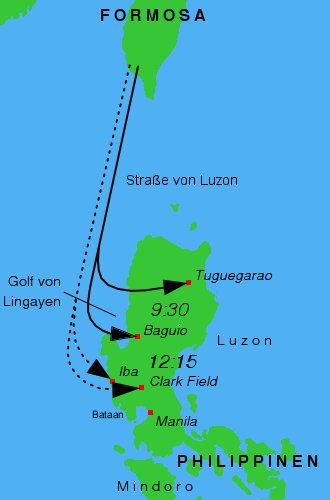
Erste Attacke

Von Formosa aus waren mittlerweile 25 japanische Bomber durch den sich lichtenden Nebel gestartet und flogen um 9:00 Uhr über den Golf von Lingayen in Richtung Manila. Als sie gesichtet wurden, stiegen von Clark Field zwei Kampfstaffeln auf. Die eine, um die Maschinen abzufangen, die andere, um Clark Field zu schützen. Doch plötzlich drehten die japanischen Bomber nach Osten ab und teilten sich in zwei Gruppen auf. Die eine attackierte die Stadt Tuguegarao, die andere militärische Einrichtungen bei Baguio. Die Japaner kehrten anschließend zu ihrer Basis zurück, ohne eine einzige amerikanische Maschine gesehen zu haben.
Um 10:30 Uhr hatte sich der Nebel auf Formosa so weit verzogen, dass nun die Hauptangriffswelle, bestehend aus 108 Bombern, die von 48 Zeros begleitet wurden, startete. Gerade als die gegnerischen Maschinen nördlich von Luzon auftauchten, meldete das Verteidigungsradar einen leeren Luftraum über Luzon und alle amerikanischen Flugzeuge setzten zur Landung auf Clark Field an. Kurz vor 11:30 Uhr, als alle Maschinen wieder gelandet waren, kam die Sichtungsmeldung der hochfliegenden japanischen Bomber, mit Kurs auf Manila. Doch durch widrige Umstände konnte Clark Field nicht alarmiert werden.
Die ersten japanischen Bomber erreichten Clark Field um 12:15 Uhr. Zur Überraschung der Japaner standen alle amerikanischen Maschinen auf dem Flugfeld. Es erfolgte keinerlei Gegenwehr. Alle 27 Bomber warfen ihre tödliche Last über Clark Field ab, wo reihenweise die amerikanischen Maschinen vernichtet wurden. Erst bei der zweiten Bomberwelle, die kurz darauf das Rollfeld erreichte, begannen die amerikanischen Flak-Geschütze zu feuern. Ihre Abwehr kam aber zu niedrig und die Granaten explodierten meist hinter den japanischen Bombern. Als dritte Welle folgte eine Staffel Zeros, welche die übrigen Maschinen auf dem Boden im Sturzflug angriffen. Der ganze Angriff dauerte rund eine Stunde. Auch von den umliegenden Basen kam keine Luftunterstützung. Ein zweiter Bomberangriff erfolgte simultan auf die Basis bei Iba. Damit schalteten die Japaner während des ersten Tages die halbe Asienluftwaffe der Amerikaner aus. 80 amerikanisch/philippinische Soldaten wurden dabei getötet und rund 150 teilweise schwer verletzt. Der materielle und moralische Verlust entsprach in etwa dem Verlust durch den Angriff auf Pearl Harbor.

### Luft- und Seeherrschaft der Japaner
Nach den Anfangserfolgen wollten die Japaner eigentlich sofort mit weiteren Schlägen beginnen, aber der erneut aufziehende Nebel hinderte sie an diesem Unterfangen. Nur sieben Bomber starteten am Morgen des 9. Dezember von Formosa. Sie griffen weitere Ziele auf Nord-Luzon an, darunter einen Militärflugplatz bei Manila, wo weitere Maschinen zerstört wurden.
Die Amerikaner zogen ihre Truppen zur Inselverteidigung zusammen. Jederzeit wurde mit der Landung der Japaner gerechnet. Der für den 9. Dezember geplante Angriff auf Formosa fand nie statt. Die verbliebenen fliegenden Festungen blieben in der Luft, um nicht auch auf dem Boden zerstört zu werden.

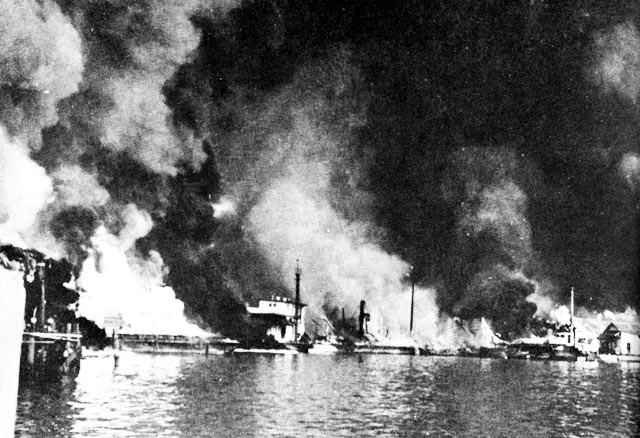
Der Cavite-Marinehafen bei Manila brennt

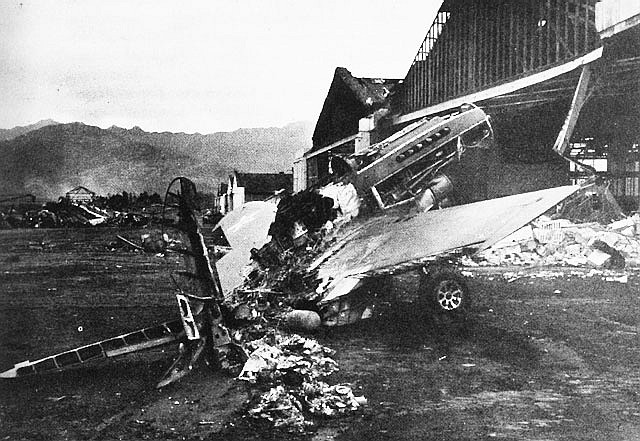
Zerstörtes Flugzeug auf Wheeler Field

Um 11:45 Uhr am Morgen des 10. Dezember erreichten japanische Bomberstaffeln die Bucht von Manila. Obwohl Kampfflugzeuge aufstiegen, konnten die Amerikaner gegen die nun anfliegende Übermacht nichts ausrichten. Die Bomber teilten sich auf und bombardierten die Flugfelder nördlich von Manila. Dazu gehörten Del Carmen Field, Nichols Field, Nielson Field und wiederum Clark Field. Die zweite Gruppe griff die Marineeinrichtungen in der Bucht an. Die komplette Attacke dauerte zwei Stunden. Eine Gegenwehr war so gut wie nicht vorhanden.
Als Folge wurden alle verbliebenen Schiffe aufgefordert, in den Südhäfen oder auf Borneo Schutz zu suchen. Über 500 alliierte Soldaten kamen bei dem Angriff ums Leben. Die materiellen Verluste wogen schwer. Besonders schwer wog der Verlust von mehr als 200 Torpedos. Manilas Hafen und die nördlichen Flugfelder brannten.
Am 12. und 13. Dezember flogen die Japaner von Formosa aus weitere Einsätze, um auch die restlichen Einrichtungen auf Luzon zu zerstören. Als herausragende Ziele wurden Iba, Cabanatuan und Batangas ausgesucht, wo weitere Bomber zerstört werden konnten. Des Weiteren wurden Aufklärungsflüge unternommen, um die auf Mindanao stationierten Bomber zu finden.
Die Amerikaner entschieden am 15. Dezember, dass es unmöglich sei, mit den verbliebenen Bombern effektiv von den Philippinen aus zu operieren. Eine Verlegung ins australische Darwin war die beste Lösung, um die Maschinen in Sicherheit zu bringen. So wurden die B-17-Bomber für den langen Flug bereit gemacht und starteten zwei Tage später in den Süden. Ihre Basis auf Mindanao wurde am 19. Dezember von den Japanern entdeckt und bombardiert.
Zur Verteidigung der Philippinen standen nun nur noch einige Jagdflugzeuge und die in der Bucht von Manila liegenden U-Boote zur Verfügung. Die Landtruppen waren also mehr oder minder auf sich allein gestellt.

## Die Landungen
Unabhängig vom Luftkrieg starteten die Japaner die ersten Schiffe der Invasionsflotte am 7. Dezember noch vor den ersten Angriffen auf Luzon in Richtung der philippinischen Inseln. Im Schutz der Dunkelheit näherten sie sich den Küsten. Einen Tag darauf setzte sich eine Landungstruppe von Palau aus in Bewegung, um am Südzipfel von Luzon zu landen. Weitere Truppen hatten Davao auf Mindanao zum Ziel.
Insgesamt gab es sechs ausgesuchte Landungspunkte. Sie waren ausersehen, die küstennahe Verteidigung auszuschalten, um die Hauptinvasion vorzubereiten. Die südlichen Landungspunkte sollten gleichzeitig als Basen für weitere Eroberungen in den niederländischen Kolonien dienen.
Die ausgewählten japanischen Landungstruppen waren in ihrer Stärke nicht größer als ein Regiment, die kleinste hatte sogar nur Kompaniegröße. General Homma musste diese Entscheidung treffen, da nur mit so vielen Landungspunkten ein Auseinanderziehen der einheimischen Verteidiger möglich war. Ihm war aber klar, dass seine späteren Hauptlandungspläne jederzeit durch eine entschlossene Verteidigung der Gegenseite gefährdet waren.

### Batan-Inseln und Luzon

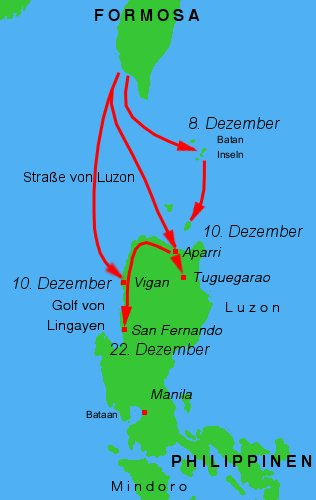
Erste Landungen auf Luzon

Am Morgen des 8. Dezember nahmen die Japaner die Batan-Inseln in der Straße von Luzon ein. Sie errichteten dort einen kleinen Militärflugplatz, von dem aus schon am nächsten Tag die ersten Operationen gestartet werden konnten.
Die Batan-Landungstruppen zogen sofort weiter nach Süden, wo sie auf der Insel Camiguin, 55 Kilometer vor Aparri auf Luzon, eine weitere Luftwaffenbasis errichteten.
Die Amerikaner schienen von diesen Landungen nichts mitbekommen zu haben. Noch am 9. Dezember gab MacArthur bekannt, dass der Feind noch nicht gelandet sei. Unterdessen landeten die ersten feindlichen Truppen in Nord-Luzon.

#### Aparri und Vigan
General Homma hatte zwei Landungstruppen zu je rund 2.000 Mann zusammengestellt, die bei Aparri und Vigan an Land gehen sollten. Sie starteten zur gleichen Zeit von Formosa, als die Batan-Inseln erobert wurden. Diese Landungen mussten unbedingt erfolgreich abgeschlossen werden, da auf ihrem Gelingen die weiteren Hauptlandungen aufbauten. So näherte sich die Landungsflotte, die aus zwei schweren und einem leichten Kreuzer, zwei Zerstörern und einem Flugzeugtender bestand, unter größter Vorsicht Luzon. Homma hatte die Befürchtung, dass die Flotte, wenn sie zu früh entdeckt würde, vollständig von den Verteidigern zerstört werden könnte. So erschienen am Morgen des 10. Dezembers Kampfflugzeuge über den Landungsschiffen, um anfliegende amerikanische Maschinen auszumachen. Es wurden keine gesichtet.
Mit der Unterstützung von Flugzeugen, die vom neuen Batan-Stützpunkt anflogen, erfolgte die Landung. Bedingt durch stürmische See musste zwar der Landepunkt in eine geschützte Bucht verlegt werden, aber um 13:00 Uhr konnte die Meldung ausgegeben werden, dass die Luftwaffenbasis bei Aparri in japanischer Hand war. Es erfolgte so gut wie keine Gegenwehr. Schon am nächsten Morgen marschierten die Japaner 80 Kilometer südwärts nach Tuguegarao. Am 12. Dezember, morgens gegen 5:30 Uhr, nahmen sie das Landefeld bei Tuguegarao ein.
Als die Amerikaner von der Landung bei Aparri unterrichtet wurden, glaubten sie nicht, dass auch die Hauptlandung in diesem Gebiet stattfinden würde. General Wainwright war der Meinung, dass diese im Golf von Lingayen, wo auch seine Haupteinheiten standen, geplant war und seine Truppen mit dieser Ablenkung nur nach Norden gelockt werden sollten. So schickte er zwar Aufklärungswagen mit dem Befehl nach Norden, Brücken zu zerstören, die auf dem Weg nach Süden lagen, aber viel mehr wurde nicht unternommen. Die bei Aparri stationierten Truppen zogen sich ohne Gegenwehr zurück.
General Hommas Befürchtungen bewahrheiteten sich bei der zweiten Landung, die parallel bei Vigan anlaufen sollte. Die Amerikaner entdeckten die Schiffe am 10. Dezember frühzeitig, obwohl schlechtes Wetter herrschte und schickten Kampfflugzeuge zur Abwehr. Fünf B-17, die von P-35- und P-40-Jägern begleitet wurden, stiegen gegen 6:00 Uhr auf, um die Landungsflotte zu bekämpfen. Der amerikanische Angriff wurde mit solcher Wucht geführt, dass es den Japanern nicht gelang, mehr als eine kleine Gruppe an Soldaten abzusetzen und den vorläufigen Rückzug anzutreten. Zwei Transportschiffe wurden schwer beschädigt und liefen auf das Ufer. Auf anderen Schiffen gab es etliche Opfer, aber nur leichtere materielle Schäden. Dies war aber der letzte Erfolg der Luftverteidigung, da die Maschinen später in den Süden beordert wurden. Die japanische Flotte fuhr zurück auf die raue See und wartete die Nacht ab.
In den folgenden Nachtstunden machten Späher Schattenumrisse von Schiffen am Golf von Lingayen aus. Sofort begann die dort liegende Artillerie zu feuern. So weit die Augen sehen konnten, flammten die Blitze der Kanonen auf. Gegen Morgen, als sich der Rauch verzogen hatte, war von einer Landungsarmada nichts zu sehen und der zuständige Kommandeur meldete seinen Erfolg ins Hauptquartier. Doch nur ein japanisches Aufklärungsboot war in den Golf eingefahren, um die Situation zu sichten. Die Japaner hatten zu dieser Zeit noch keinerlei Pläne, dort zu landen.
Die Landungsflotte bei Vigan setzte allerdings am Morgen 80 Kilometer südlich des eigentlich vorgesehenen Platzes die Truppen an Land, wo sofort der bei Laoag liegende Militärflugplatz eingenommen wurde. Kurz darauf wandten sie sich nordwärts und griffen das ursprüngliche Ziel Vigan an. Dort vereinten sich die japanischen Kräfte und marschierten südlich nach San Fernando, das am 22. Dezember in ihre Hände fiel. Unterwegs stießen sie auf wenig Gegenwehr. Nur einmal versuchten die Amerikaner einen Flankenangriff, der aber zurückgeschlagen werden konnte. Damit standen die japanischen Kräfte am Golf von Lingayen und konnten auf die Hauptlandung warten.

#### Legaspi

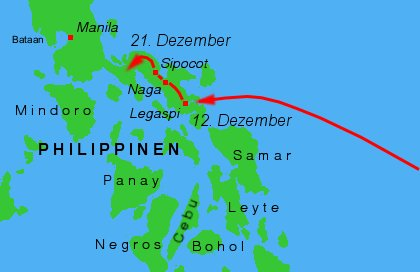
Die Landung bei Legaspi

Um in Süd-Luzon zu landen, hatte General Homma eine Truppenstärke von 2.500 Mann aufgeboten. Sie sollten vom japanischen Stützpunkt auf Palau an Bord der Landungsschiffe gehen. Um die Landung zu unterstützen, schickte Homma Konteradmiral Takagi Takeo mit einer Flotte, bestehend aus dem Flugzeugträger Ryūjō, vier Zerstörern, einem leichten Kreuzer sowie Minenlegern, in das Palau-Gebiet. Zwei Tage nach deren Ankunft starteten die Landungsboote und fuhren eskortiert von Takagis Flotte in Richtung Süd-Luzon.
Bei Sonnenaufgang am 8. Dezember befand sich die Flotte etwa 190 Kilometer östlich von Davao auf Mindanao. Vom Träger Ryūjō starteten Kampfflugzeuge, um den Hafen von Davao anzugreifen. Dies führte nicht zuletzt zur Entscheidung von Flottenkommandant Konteradmiral William A. Glassford, die Schiffe später am Tag nach Süden auslaufen zu lassen.
Am 11. Dezember begannen die Minenleger ihre Mission, die San-Bernardino-Straße und die Straße von Surigao zu verminen. Dabei spürten zwei japanische Zerstörer das amerikanische U-Boot S-39, das dort Patrouille fuhr, auf und begannen es zu jagen. Es konnte aber ohne Schaden entkommen.
Etwa 160 Kilometer vor dem Erreichen des vorgesehenen Landepunktes blieb die Flotte zurück und die Landungsboote fuhren begleitet von den Kampfflugzeugen der Ryūjō zur Küste bei Legaspi, wo die Truppen am frühen Morgen des 12. Dezember an Land gingen. Gegen 9:00 Uhr hatten sie die Luftwaffenbasis eingenommen und kontrollierten die Straße nach Manila. Bis zum nächsten Tag wurde das Gelände weitläufig gesichert, und die japanische Flotte fuhr zurück nach Palau, um weitere starke Verbände für die nächste Landung abzuholen.
Als das amerikanische Hauptquartier von der Landung bei Legaspi erfuhr, beschloss die Führung zunächst eine große Streitmacht nach Süden zu schicken. Doch die Erringung der Luftherrschaft durch die Japaner machte ihnen einen Strich durch diese Rechnung. So wurden Befehle ausgegeben, nur die Straßen- und Eisenbahnbrücken zu zerstören und sich langsam nach Norden zurückzuziehen. Die erste direkte Reaktion auf die Landung kam am 12. Dezember mit einem kleineren Luftangriff zweier Jäger auf die eroberte Basis in Legaspi. Am 14. Dezember starteten drei B-17 von der Basis auf Mindanao und begannen einen Angriff auf die Landungsflotte. Sie waren natürlich ein leichtes Ziel für die japanischen Jäger, da sie ohne Begleitschutz flogen. Nur einer der Bomber erreichte seine Heimatbasis, die anderen beiden mussten kurz vorher bruchlanden.
Die Japaner wandten sich nordwärts, nachdem Legaspi vollständig in ihrer Hand war. Unterwegs zur Stadt Naga trafen sie auf philippinische Einheiten, die gerade eine Brücke zur Sprengung vorbereiteten. Die Sprengung konnte noch ausgeführt werden und die Japaner mussten sich kurzfristig zurückziehen. Am nächsten Tag nahmen sie Naga jedoch ein.
Am 19. Dezember erreichten die Japaner Sipocot. Auf ihrem Marsch reparierten sie die gesprengten Brücken, um den später nachrückenden Invasionseinheiten den Weg zu bereiten. Auf dem Weg weiter in Richtung Manila beim Städtchen Daet warteten philippinische Soldaten an einer nur 11 Kilometer breiten Landenge. Durch diese herausragende Position gelang es ihnen, den Japanern schwere Verluste zuzufügen und sie rund 10 Kilometer zurückzudrängen. Die philippinischen Einheiten mussten sich zwar am 23. Dezember zurückziehen, da sie eine weitere japanische Landung in ihrem Rücken bei Atimonan von den nördlichen Einheiten zu trennen drohte. Es war ihnen aber auftragsgemäß geglückt, einen Zusammenschluss der japanischen Landungstruppen auf Luzon zu verhindern.

### Landungen auf Mindanao

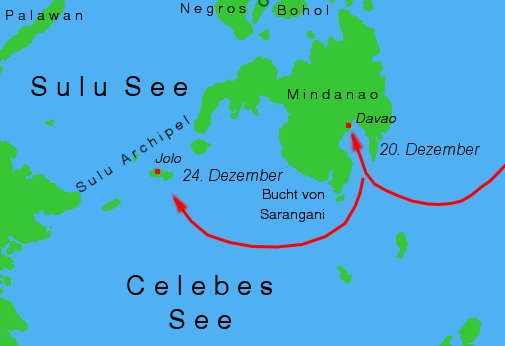
Landungen auf Mindanao und im Sulu-Archipel

Die japanischen Landungen im Süden waren unabhängig von der Eroberung Luzons von General Homma geplant worden und dienten primär dem Ziel, starke Streitkräfte nach Borneo überzusetzen. Gleichzeitig verhinderten sie allerdings auch die Nachschubzufuhr für die Amerikaner aus dem Süden.
14 Transporter verließen am 17. Dezember Palau und wurden von Admiral Takagis Flotte nach Mindanao eskortiert. 320 Kilometer östlich von Davao starteten die Flugzeugträger Ryujo und Chitose Flugzeuge, welche die Radiostation am südlichen Ende des Golfs von Davao und die Stadt Davao selbst angriffen.
Generalmajor Sakaguchi Shizuo kommandierte den aus 5.000 Soldaten (Infanterie-Brigade der 56. Division) bestehenden Landungstrupp namens Sakaguchi Detachement, der am 20. Dezember bei Davao an Land ging. Die einzige Gegenwehr kam von einem Maschinengewehrnest der philippinischen Truppen, das einige Opfer unter den Japanern forderte, bevor es durch einen direkten Granatentreffer ausgeschaltet wurde. Die einheimischen Truppen zogen sich in das Innere von Mindanao zurück und gegen 15:00 Uhr waren die Stadt und die Luftwaffenbasis von den Japanern eingenommen. Südlich von Davao bauten die Japaner einen neuen Stützpunkt für Wasserflugzeuge auf.
Sakaguchi verlor keine Zeit und begab sich mit zwei Bataillonen auf die Landungsboote. Ihr Ziel war Jolo im Sulu-Archipel. Auf dem Weg dorthin wurden sie am 22. Dezember völlig überraschend von neun B-17-Bombern, die von Darvin in Australien gestartet waren, angegriffen. Da die Sicht aber schlecht war, hinterließ der Angriff nur wenige Schäden. Am 24. Dezember um 20:00 Uhr landeten die Japaner bei Jolo. Die dort stationierten 300 Filipinos konnten so gut wie keinen Widerstand leisten, so dass Jolo am nächsten Morgen in japanischer Hand war.

### Die Hauptlandungen
Der japanische Plan sah zwei Hauptlandungspunkte nördlich und südlich von Manila vor – den Golf von Lingayen und die Lemon Bay. Die ausgewählten Truppen begannen sich schon Ende November zu sammeln. Die 16. Division verließ Osaka am 25. November und erreichte Amami-Ōshima auf den Ryūkyū-Inseln am 3. Dezember. Drei Tage danach befand sich die 48. Division auf Mako in den Pescadoren (Penghu-Inseln) und in Takao und Kirun auf Formosa. Ende November begannen mit größter Sorgfalt und unter strengsten Geheimhaltungsrichtlinien die Verladearbeiten auf den Landungsschiffen. Spätestens nach dem 8. Dezember war die Furcht vor einem amerikanischen Bombenangriff auf die Häfen von Formosa groß. Am 17. Dezember war die Flotte auslaufbereit. Die Geheimhaltung war so groß, dass viele Soldaten nicht über den Einsatzort informiert waren, allerdings konnten sie sich durchaus vorstellen, wo das Ziel lag. Nur einige Offiziere waren in den Plan eingeweiht.

#### Golf von Lingayen

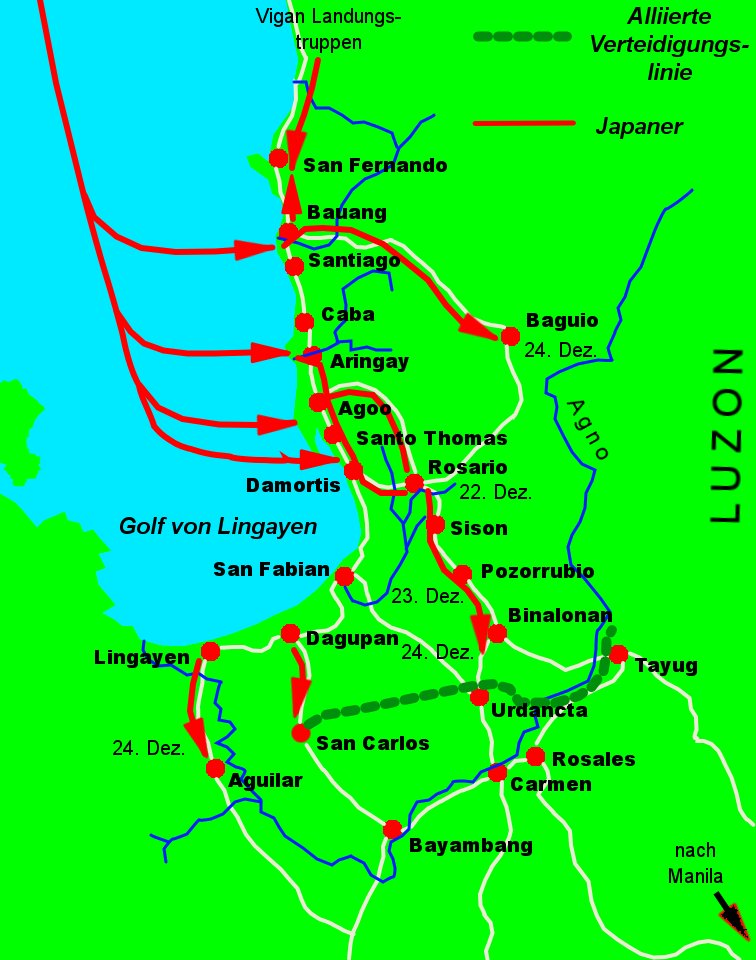
Hauptlandung im Golf von Lingayen

Am Morgen des 21. Dezember beobachteten Filipinos einen japanischen Trawler, der langsam an der Küste des Golf von Lingayen entlangfuhr. Er drehte kurz darauf ab und fuhr unbehelligt nach Norden weiter. Spät in der folgenden Nacht erreichten 76 schwer beladene Armeetransporter begleitet von Marineeinheiten den Golf von Lingayen und warfen Anker. An Bord befanden sich 43.110 japanische Soldaten, General Hommas Hauptstreitmacht. Dazu gehörten auch Feldartillerieeinheiten sowie 80 bis 100 leichte und schwere Panzer.
Die Schiffe waren in drei separate Konvois eingeteilt. Diese wurden von zwei Leichten Kreuzern, 16 Zerstörern und einer großen Anzahl an Torpedobooten und Minensuchbooten begleitet, die alle von Vizeadmiral Ibō Takahashi befehligt wurden. Außerhalb des Golfs lag zusätzlich noch die Flotte von Vizeadmiral Kondō Nobutake, bestehend aus zwei Schlachtschiffen, vier Schweren Kreuzern, einem Leichten Kreuzer, mehreren Zerstörern, sowie zwei Seeflugzeugträgern. Weitere Begleitung bekamen die Konvois auf der letzten Strecke ihrer Reise von zwanzig Kampfflugzeugen, die von der Basis Laoag aufgestiegen waren.
Zur selben Zeit bombardierten sechs japanische Flugzeuge Fort Wint am Eingang der Subic Bay. Das sollte die Amerikaner überzeugen, hier die Stelle einer Hauptlandung ausgemacht zu haben.
Der japanische Plan sah drei Hauptlandepunkte vor. Der südlichste lag bei Agoo, einer kleinen Stadt acht Kilometer nördlich von Demortis. Um 5:40 Uhr sollten dort die ersten Truppen an Land gehen. Die Landungsboote mussten sofort wieder zurück zu den größeren Einheiten fahren, um weitere Soldaten abzuholen. Insgesamt waren zehn Fahrten vorgesehen, bis alle Truppen an Land gebracht waren.
Der zweite Landungspunkt lag 11 Kilometer nördlich von Agoo bei Caba, wo die erste Welle um 7:30 Uhr an Land gehen sollte. Der nördlichste sollte rund 11 Kilometer nördlich von Caba bei Bauang liegen.

##### Die Landung
Als die Konvoischiffe die Anker warfen, war das Wetter kühl, die Nacht wolkenverhangen und es begann immer wieder leicht zu regnen. Doch nun liefen einige Dinge schief.
Das Führungsschiff konnte in der Dunkelheit die Flussmündung bei San Fernando, die als Ankermarke bestimmt worden war, nicht ausmachen und schoss über das Ziel hinaus. Es warf den Anker in der Nähe von Santo Thomas, etwa sechs Kilometer südlich von Agoo. Die anderen Transporter folgten, verteilt über eine Strecke von 25 Kilometer. Daher hatten die Landungsschiffe nun eine weitere Strecke zu den Bestimmungspunkten zurückzulegen als eigentlich vorgesehen.
Im Schutz des Kanonenfeuers der Kreuzer und Zerstörer bestiegen die Soldaten die Boote. Etwa gegen 4:30 Uhr legten die ersten Boote ab und um 5:17 Uhr gingen die ersten südlich von Agoo an den Strand. Um 5:30 Uhr ging die Hauptstreitmacht mit ihren Panzern bei Aringay, drei Kilometer südlich von Agoo an Land. Zwei Stunden darauf landete eine weitere Gruppe bei Bauang und der Rest der Truppen bei Santiago.

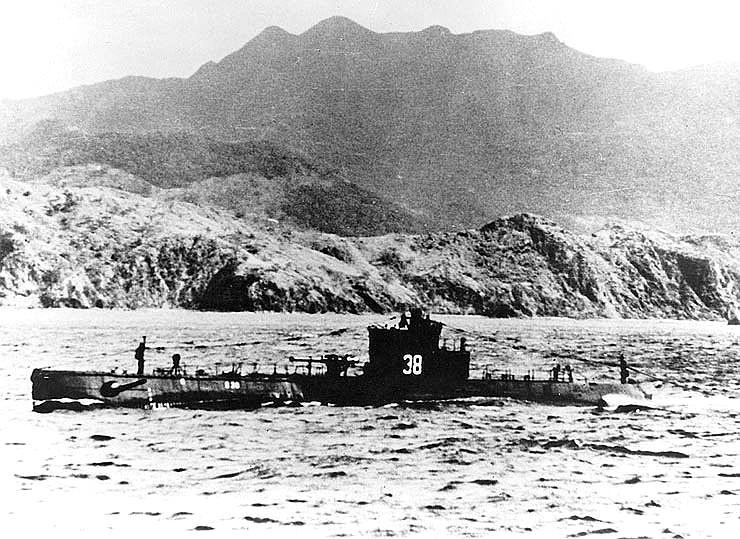
USS S-38 (Ende der 1930er)

Da die See deutlich auffrischte und hohe Wellen warf, wurden die Männer in den Booten hin und her geworfen. Die Ausrüstung sog das Salzwasser auf und die mitgeführten Sender wurden vielfach unbrauchbar. So gab es mit den ersten Landungswellen kaum Kontakt und auch die Kommunikation zwischen den Schiffen war schwierig. Es schien fast unmöglich, schweres Gerät an Land zu schaffen. Die hohe See warf einige Landungsboote förmlich auf den Strand, so dass sie sich überschlugen und manche auch nicht wieder ins Wasser zurückgebracht werden konnten. Die zweite Welle konnte nicht wie geplant landen und der ganze Zeitplan geriet durcheinander. Am nördlichsten Landungspunkt war die See nicht so rau. Daher lief es dort deutlich besser.
Die japanischen Schiffe hatten seichteres Wasser erreicht, bevor die amerikanischen U-Boote sie angreifen konnten. Doch einmal im Golf auf einer Länge von 25 Kilometer aufgereiht, boten sie ein perfektes Ziel für U-Boote, die im flachen Wasser operieren konnten. Die USS S-38 versenkte den Transporter Hayo Maru, während dieser den Minenlegern folgte.
Im weiteren Verlauf flogen auch noch vier B-17-Bomber, welche die Japaner in Davao bombardiert hatten, zum Golf von Lingayen. Sie konnten den Verteidigungsschirm durchdringen und richteten Schäden an den Kreuzern und Zerstörern an. Auch die auf offener See liegende Begleitflotte geriet unter Beschuss. Einige PBYs und Armeeflugzeuge nahmen die Ashigara, das Flaggschiff der Flotte, unter Feuer.

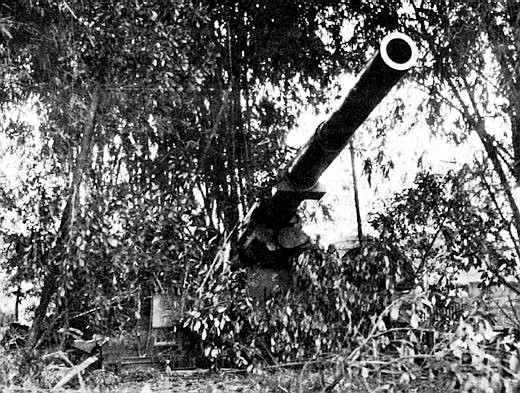
155-mm-Kanone bei Dagupan

Währenddessen hatte die hohe See etliche Invasionsschiffe veranlasst, die Anker zu lichten und weiter ins Innere der Bucht zu laufen. Dort gerieten sie aber in die Reichweite der Kanonen des 86. Feldartillerie-Bataillons, das zwei Kanonen bei San Fabian und zwei bei Dagupan aufgestellt hatte. So gelang es, die südlichsten Schiffe unter Beschuss zu nehmen.
Die Alliierten waren nicht besonders gut auf die Landung der Japaner vorbereitet. Obwohl eine anlaufende Flotte schon am 18. Dezember ins Hauptquartier gemeldet worden war und der Golf von Lingayen als ausgemachtes Landungsziel galt, standen die einzigen Artilleriekanonen im Süden, wo die Landung erwartet wurde. Die Ostküste wurde von einer kaum trainierten Einheit bewacht. Die Truppen lagen als Reserve im Landesinneren zwischen Rosario und Pozorrubio.
Nur bei Bauang lagen Filipinos direkt am Strand. Mit Maschinengewehren griffen sie die landenden Japaner an und töteten etliche. Die veralteten Maschinengewehre versagten aber bald ihren Dienst, so dass die Stellungen verlassen werden mussten. Im Hinterland versuchte das 71. Infanterieregiment eine Falle aufzubauen, indem ein Bataillon nach Osten zog, um die Japaner von der Flanke anzugreifen. Doch bevor alle in ihren Stellungen waren, kamen bereits die Japaner. Die Landeeinheiten, die aus Vigan bis nach San Fernando vorgerückt waren, konnten sich mit den Einheiten aus Bauang vereinen. Bauang wurde gegen 17:00 Uhr eingenommen und die Japaner setzten sich in Richtung Baguio in Bewegung. Die Alliierten mussten sich bis hinter Baguio zurückziehen.
Die japanischen Landungstruppen bei Aringay marschierten auf Damortis und Rosario zu. Gegen 16:00 Uhr trafen sie auf die Panzer, die nördlich von Damortis angelandet worden waren. Auch die Truppen aus dem Landungsgebiet bei Agoo setzten sich gegen ein philippinisches Bataillon durch, das vorgerückt war und sich nun schnell nach Damortis zurückziehen musste.
General Homma erwartete weiterhin eine große Gegenattacke der Amerikaner. Noch waren seine Haupttruppen der 14. Armee nicht an Land gegangen. Die See war weiterhin rau und erschwerte das japanische Vorhaben. Homma ließ daher die Anker lichten und die Transporter weiter nach Süden in die seichte Bucht laufen. Da er aber das Artilleriefeuer aus San Fabian erwartete, wies er die Landtruppen an, die Stadt schnellstens zu nehmen.

##### Damortis und Rosario
Unterdessen rückte die 26. Kavallerie von Pozurrubio auf Rosario vor. Als deren Haupttruppen Rosario erreichten, fuhren ihre Spähwagen bereits nach Damortis. Da die Stadt noch nicht von den Japanern besetzt war, setzten sie sich weiter auf der Küstenstraße in Richtung Norden in Bewegung. Einige Kilometer weiter erschienen aber schon die ersten Gegner, so dass sie sich in die Stadt zurückziehen mussten. Auch der Rest der 26. Kavallerie kam um 13:00 Uhr vor Damortis an. Die Japaner attackierten sie sofort und bekamen noch zusätzlich Unterstützung aus der Luft.
Die zur Entlastung der kämpfenden 26. Kavallerie in Marsch gesetzten Panzer wurden bei Agoo von japanischen leichten Panzern abgefangen. Der amerikanische Führungspanzer ging durch einen direkten Treffer sofort in Flammen auf, während die anderen beschlossen, nach Rosario zurückzufahren. Sie wurden später am Tag durch Bomben vernichtet.
Gegen die vordringende japanische Übermacht konnten sich die Kavalleristen bei Damortis nicht halten und um 19:00 Uhr war die Stadt vollständig in japanischer Hand. Die 26. Kavallerie zog sich bis nach Rosario zurück.
Auf ihren Rückzug wurden sie schnell von den Japanern eingeholt, die sie gegen 20:00 Uhr mit ihren Panzern angriffen. Ein unübersichtliches Schlachtgetümmel begann. Nur eine Brücke über einen kleinen Fluss, die mit einem brennenden Panzer versperrt worden war, hielt die schnell vorrückenden japanischen Truppen auf. In Rosario selbst konnten die Kundschafter die Eingangsstraßen so lange verteidigen, bis die komplette Truppe die Stadt durchquert hatte. Dann verließen sie ihre Stellungen und folgten ihren Kameraden.
Am Ende des Tages hatten die Japaner im Wesentlichen alle ihre gesteckten Ziele erreicht. Mit nur wenigen Verlusten waren sie gelandet, konnten in alle Richtungen ausschwärmen, sich mit den Landungstruppen aus dem Norden vereinen und die wichtigsten Städte und Straßenknotenpunkte besetzen. Nur Artillerie und Nachschub konnten noch nicht an Land gebracht werden. Der Weg zur Zentralebene in Richtung Manila war nun das nächste Ziel.

##### Der Durchbruch zum Fluss Agno
Am Morgen des 23. Dezember waren die alliierten Einheiten auf dem Weg südlich von Sison nach Pozorrubio, um sich neu zu sammeln. Die 91. Division aus der Reserve bei Cabanatuan war mittlerweile den Einheiten von Nord-Luzon zugeteilt worden und ihre Kampfgruppe war zur Verstärkung nach Pozorrubio unterwegs, um nördlich von dem Ort die Straße abzuriegeln.
Der Kampf am zweiten Landungstag entbrannte, als die Japaner mit ihrer 47. Infanterie von Rosario kommend auf die alliierte Verteidigungslinie südlich von Sison trafen. Die amerikanische Artillerie konnte den Vorstoß bis zum Mittag des Tages aufhalten, doch am frühen Nachmittag stießen die restlichen japanischen Einheiten mit ihren Panzern zu ihren kämpfenden Kameraden. Mit Luftunterstützung begannen sie umgehend einen konzentrierten Angriff.

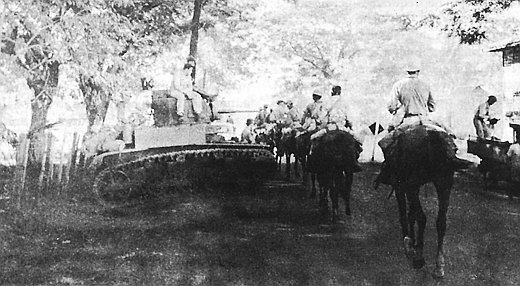
Die 26. Kavallerie auf dem Rückzug nach Pozorrubio

Die Filipinos brachen aus ihrer Linie aus und rannten um ihr Leben. Die Artillerie war nun ungeschützt. Die Kampfgruppe der 91. Division hatte ihre Position noch nicht erreicht, da japanische Bomber eine Brücke über den Agno zerstört hatten und die Gruppe umkehren musste. Nach einer schnell anberaumten Kommandeursbesprechung kam der Befehl, sich bis nördlich von Pozorrubio zurückzuziehen. Die 91. Division sollte bis zur Konsolidierung ebenfalls dort angekommen sein. Nur die 26. Kavallerie sollte sich bis nach Binalonan zurückfallen lassen.
Gegen 19:00 Uhr erreichten die Japaner Sison und die 26. Kavallerie setzte sich in Richtung Binalonan ab. Die 91. Division erreichte nun endlich Pozorrubio. Während der Nacht gelang es den Japanern jedoch in verbissenem Kampf, die 91. Division aus Pozorrubio zu vertreiben.
Am Morgen des 24. Dezember um 5:00 Uhr begann der Kampf der 26. Kavallerie um Binalonan. Allen voran kamen die japanischen Panzer die Straße zur Stadt hochgefahren. Sogar ohne panzerbrechende Munition gelang es den Kavalleristen, die Panzer aufzuhalten. Diese drehten ab und versuchten, die Alliierten zu umgehen. Die japanische Infanterie setzte den Kampf fort, wurde aber bis 7:00 Uhr sehr heftig attackiert und erlitt sehr hohe Verluste. Die Kavallerie begann sogar vorzurücken und die Japaner zogen als Unterstützung weitere Panzer hinzu. Doch selbst mit deren Hilfe gelang es ihnen nicht, Fortschritte zu erzielen. Als jedoch weitere gelandete Truppen im Laufe des Tages zu den hart kämpfenden Japanern stießen, befanden sich die Soldaten der 26. Kavallerie in einer prekären Lage. Ihre Positionen waren dermaßen stark umkämpft, dass es ihnen nicht gelang, die Aktion abzubrechen und den Rückzug anzutreten. Erst als General Wainwright selbst in Binalonan eintraf, gab dieser den Befehl, alle Verwundeten aufzunehmen und sich schnellstmöglich über den Fluss Agno nach Tayug abzusetzen.
Trotz des kämpferischen Einsatzes der 26. Kavallerie hatten die Japaner nun einen Brückenkopf in Luzon etabliert, der ihnen den Weg nach Manila ebnete.

#### Lamon Bay
Gleichzeitig mit der Landungsflotte von Formosa verließ am 17. Dezember Generalleutnant Susumu Morioka mit einer Streitmacht die Ryukyu-Inseln, um sechs Tage später im Osten von Luzon in der Lamon Bay an Land zu gehen.
Die Landungstruppe bestand aus der 16. Division, deren 7.000 Soldaten eine untergeordnete Bedeutung im Plan des General Homma hatten. Dies resultierte nicht zuletzt aus deren schlechten Ruf, den sie sich im Kampf in China erworben hatten.
Der von Morioka abschließend ausgearbeitete Plan sah drei Landepunkte vor: Mauban, Atimonan und Siain. Morioka rechnete damit, die Amerikaner überraschen zu können, war aber auch auf eine Gewaltaktion vorbereitet. Seine Männer hatten Anweisung, alle Amerikaner an den Stränden auszulöschen und möglichst schnell bis zu den Tayabas-Bergen vorzudringen. Dort sollten sie sich sammeln und sich auf einen Gegenschlag vorbereiten. Abschließend war der Vorstoß bis nach Manila geplant.
Die 24 Transporter wurden vom Leichten Kreuzer Nagara, den Zerstörern Yamakaze, Suzukaze, Kawakaze, Umikaze, Tokitsukaze und Yukikaze, sechs Minensuchern und einem Minenleger, sowie zwei Patrouillenbooten und einigen kleineren Einheiten eskortiert. Die Flotte unter dem Kommando von Konteradmiral Kubo Kyuji hatte Amami-Ōshima in der Ryūkyū-Inselgruppe am 17. Dezember verlassen.
Am 24. Dezember, als die Truppen im Golf von Lingayen schon zwei Tage kämpften, gingen die Schiffe in der Lamon-Bay vor Anker. Eine Stunde später waren die Truppen bereit an Land zu gehen.
Vom alliierten Standpunkt aus gesehen kam die Landung in einem äußerst prekären Moment. Die Süd-Luzon-Einheiten waren weit versprengt. Die Truppen der 51. Division, die gegen die Japaner in Legaspi kämpften, waren auf dem Rückzug; viele von ihnen wurden von der Haupttruppe getrennt und konnten nicht mehr in ihre Linien zurückkehren. Zudem hatte MacArthur die 1. Infanterie zu den Nord-Luzon-Einheiten abkommandiert. Die komplette Artillerie stand ausschließlich an der Westküste und Generalmajor George M. Parker war gerade dabei, seine restlichen Soldaten neu zu positionieren, als die Japaner landeten.

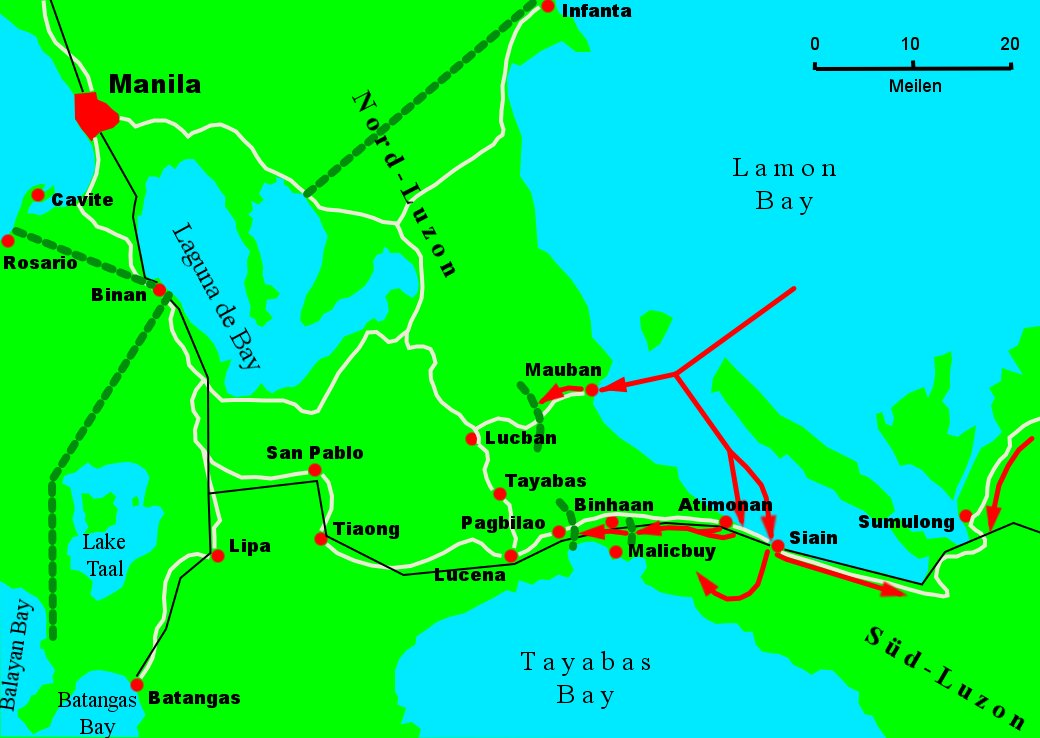
Lamon Bay

Die Landung wurde am 23. Dezember um 22:00 Uhr gemeldet, als die Transportschiffe vor Atimonan gesichtet wurden. Vier Stunden darauf gingen die ersten japanischen Soldaten dort und in Siain in die Landungsboote. Um 4:00 Uhr morgens begann die Landung auch in Mauban. Alle alliierten Berichte bewerteten die Truppenstärke der Japaner deutlich zu hoch.
Mit der Luftunterstützung durch die Wasserflugzeuge des Seeflugzeugträgers  Mizuhō gingen die Japaner bei Mauban an Land. Dort lag das 2. Bataillon der 1. Infanterie am Strand und nahm die Angreifer unter heftiges Kreuzfeuer. Zusätzlich trafen amerikanische Flugzeuge ein, welche die Japaner attackierten und zudem beträchtliche Schäden an den Schiffen anrichteten. Gegen 8:00 Uhr kämpften sich die Japaner unter schweren Verlusten bis nach Mauban durch und eroberten die Stadt eine halbe Stunde später. Die philippinischen Einheiten zogen sich rund acht Kilometer hinter die Stadt zurück. Verbissen kämpfend konnten sie den Feind um 14:30 Uhr am weiteren Vorrücken hindern.
Bei Siain verlief die Landung bedeutend problemloser. Eine Kompanie setzte sich gegen 7:00 Uhr sofort entlang der Bahnstrecke südwestlich in Richtung der Tayabas-Bay in Bewegung und erreichte gegen Mittag eine Position acht Kilometer vor Padre Burgos. Der andere Teil der Landungstruppen marschierte nach Nordwesten, um sich mit den anderen gelandeten Einheiten zu vereinen. Dabei wurden sie nur vereinzelt von philippinischen Soldaten angegriffen.
Am Ort der Hauptlandung, eineinhalb bis vier Kilometer südöstlich von Atimonan, ging General Moriokas Hauptmacht in mehreren Wellen an Land. Bei geringer Gegenwehr am Strand umgingen sie Atimonan und schlugen sich in die nahen Berge durch. Die Stadt selbst wurde trotz aufopfernder Verteidigung der Filipinos um 11:00 Uhr eingenommen. Bei Malicbuy versuchte die Infanterie, den vordrängenden Feind aufzuhalten, doch durch mehrere Luftangriffe gelang es den alliierten Truppen nicht, eine adäquate Verteidigung aufzubauen. Nach kurzem Kampf erreichten die Japaner Malicbuy und besetzten die Stadt. Die Amerikaner zogen sich auf ihre nächste Verteidigungslinie an einem Fluss bei Binahaan zurück. Am späten Nachmittag rückten die in Atimonan verbliebenen Japaner bis nach Malicbuy nach. Mit vereinten Kräften stießen sie durch die Linien der Alliierten bei Binahaan, die sich im Schutz der Dunkelheit in Richtung Pagbilao absetzten.
Damit hatte General Morioka am Nachmittag des 24. Dezember seine Hauptziele erreicht. Unter dem Verlust von 84 eigenen Männern und 184 Verwundeten konnte ein Brückenkopf in Süd-Luzon etabliert werden. Die Straßen durch die Berge waren gesichert und auch die Nachschubeinheiten waren weitestgehend an Land gebracht worden. Die Nachricht wurde im Hauptquartier von General Homma mit Überraschung aufgenommen, da ein solcher Erfolg nicht erwartet worden war.

#### Folgen der Landungen
Im Norden Manilas standen die im Lingayen Golf gelandeten Einheiten am Fluss Agno. Der Brückenkopf an den Stränden war mittlerweile durchorganisiert und der Nachschub an schweren Waffen konnte an Land gebracht werden. San Fabian im Süden des Landegebietes war in japanischer Hand und die amerikanische Artillerie ausgeschaltet. Die nördlichen und östlichen Flanken waren gesichert und die Truppen waren bereit, in Richtung der 180 Kilometer entfernten Hauptstadt Manila vorzurücken. Am 24. Dezember ging auch General Homma mit seinem Stab an Land und in Bauang wurde das Hauptquartier der 14. Armee errichtet.
Von General MacArthurs Hauptquartier kam ebenfalls am 24. Dezember die Order, Fort Stotsenburg zu evakuieren. Der Befehl beinhaltete die Anweisung zur Vernichtung von über 300.000 Gallonen Treibstoff. Ebenso befanden sich in den Lagerhallen Unmengen an Frischfleisch, 100.000 Konserven sowie Kleidung, Munition und andere Ausrüstungsgegenstände. Davon konnte vor der Evakuierung nur ein kleiner Teil gerettet und nach Bataan geschafft werden. Dies lag vor allem an den wenigen Fahrzeugen, die den Alliierten zur Verfügung standen.

## Der Rückzug
Durch die schnellen Landungsfortschritte der Japaner war es der amerikanischen Regierung nicht mehr möglich, eine adäquate Nachschubstruktur aufzubauen. Schon Ende November 1941 war ein Konvoi von der amerikanischen Westküste aus gestartet, der vom Schweren Kreuzer Pensacola angeführt wurde und daher den Namen Pensacola-Konvoi erhielt. An Bord der Schiffe befanden sich Waffen, Flugzeuge und 4.600 Soldaten, die in Richtung Manila auf den Weg geschickt worden waren. Der Konvoi musste aufgrund der schnellen japanischen Expansion aber nach Brisbane in Australien umgeleitet werden, wo er am 22. Dezember vor Anker ging. Es wurde noch versucht, den Nachschub auf dem Luftweg nach Manila zu bringen, was aber nicht mehr möglich war. So war General MacArthur weiter auf sich allein gestellt.
Gleichzeitig beendeten die Landungen der Japaner im Golf von Lingayen und der Lamon Bay alle alliierten Hoffnungen auf einen noch vor kurzer Zeit für möglich gehaltenen Sieg gegen die Eindringlinge. Schon am 23. Dezember entschied General MacArthur, dass die beste Lösung der langsame Rückzug auf die Halbinsel Bataan wäre, um dort auf Entsatz zu warten. Vorsichtshalber wurde der philippinische Präsident Quezon informiert, dass er und seine Regierung sich bereithalten sollten, innerhalb einer Frist von vier Stunden nach Corregidor evakuiert zu werden. Manila sollte dann zur offenen Stadt erklärt werden, um ihre Zivilbevölkerung zu schützen. Die Hauptgründe für diese Entscheidung waren der schnelle Durchbruch der Japaner im Norden nach Rosario und die Entscheidung General Wainwrights, die alliierten Truppen hinter den Fluss Agno zurückzuziehen. Dies zeigte MacArthur die Unfähigkeit der eigenen Soldaten auf, den Feind zu stoppen.
Am nächsten Morgen beschloss eine Konferenz der USAFFE den Umzug des Hauptquartiers noch am selben Nachmittag nach Corregidor. Zudem wurden die Landungen der Japaner bei Atimonan und Bautan bekanntgegeben. Gegen Abend gingen die philippinischen Regierungsmitglieder mit ihren Familien an Bord des Dampfers Mayan. Die Don Esteban brachte kurz darauf die USAFFE-Kommandoeinheiten auf die Insel Corregidor.
Damit die alliierten Einheiten sich nach Bataan zurückziehen konnten, um dort den langanhaltenden Verteidigungskampf zu beginnen, mussten noch viele Vorbereitungen getroffen werden. General Charles C. Drake wurde angewiesen, seine Basis nach Bataan zu verlegen und dafür Sorge zu tragen, dass rund 10.000 Mann für etwa sechs Monate mit Nahrung und Nachschub versorgt werden konnten. Innerhalb der nächsten 24 Stunden waren die Güter auf dem Weg nach Bataan, per Lastkraftwagen, auf der Schiene und per Schiff. Die Fahrzeuge, die nicht für den Transport einsetzbar waren, wurden umgehend zerstört.

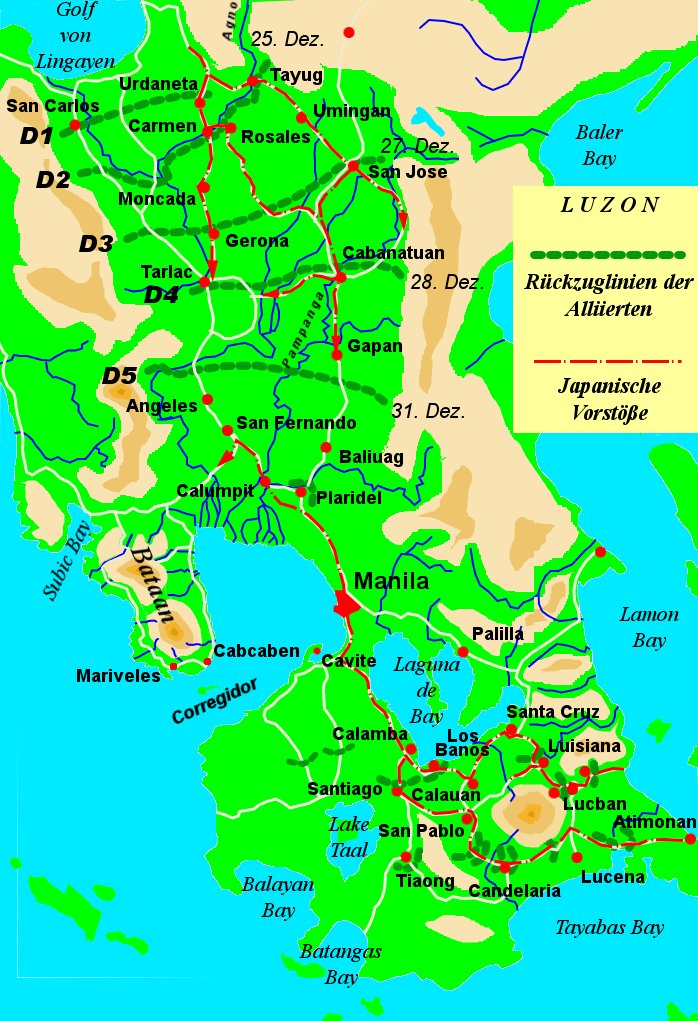
Rückzugslinien der Alliierten auf Luzon

Schnell wurde ein entsprechender Rückzugsplan ausgearbeitet. Die Nord-Luzon-Einheiten sollten den Feind bei San Fernando, wo die Straße nach Bataan begann, bis zum 8. Januar 1942 aufhalten. Danach war der Rückzug auf die Halbinsel geplant. Damit sollte den Süd-Luzon-Truppen Gelegenheit gegeben werden, sich über Manila nach Bataan zurückzuziehen. Zudem mussten die in Bataan verbliebenen Soldaten eine Verteidigungslinie aufbauen. Dazu bekam General George M. Parker das Kommando über die dortigen Truppen zugeteilt.

### Die Verteidigungslinien
Der Rückzugsplan erforderte genaueste Abstimmungen zwischen den einzelnen Truppenteilen. Die Calumpit-Brücken, die den Pampanga überspannten, waren eine kritische Stelle im Plan. Sie mussten so lange gehalten werden, bis alle Einheiten sie überquert hatten. Sollte dies nicht gelingen oder die Japaner die Straßen nach Bataan frühzeitig einnehmen, war der komplette Plan gefährdet.
Für den Rückzug waren im Norden fünf Verteidigungslinien vorgesehen, die sich an Landmarken wie Flüssen, Sümpfen und Plateaus orientierten. Im Einzelnen waren dies:
- D1: Östlich von Aguilar, südlich des Golfs von Lingayen, über San Carlos nach Urdaneta. An dieser Linie sollten sich die schlecht organisierten Einheiten sammeln und neu aufstellen.
- D2: Orientierte sich hauptsächlich am Lauf des Agno und sollte rund einen Tag gehalten werden.
- D3: Von Santa Ignacia im Westen über Gerona und Guimba nach San Jose im Osten.
- D4: Diese 40 Kilometer lange Verteidigungslinie von Tarlac im Westen bis nach Cabanatuan am Pampanga-Fluss war öfters unterbrochen von kleineren Flüssen und Bächen.
- D5: Bamban am Berg Arayat und Sibul Springs waren deren Begrenzungsorte. Dazwischen liegt der Candaba-Sumpf, der die Ebene in zwei schmale Korridore in Richtung Manila teilt. Nur diese Linie war für eine länger andauernde Verteidigung gedacht. Sie musste halten, bis sich die Truppen aus Süd-Luzon hinter den Nordtruppen nach San Fernando zurückgezogen hatten.

Der Rückzug sollte von den Panzereinheiten unter General James R.N. Weaver unterstützt werden. Zudem hing der Erfolg auch von den technischen Einheiten ab, die hinter den Truppen die Straßen unpassierbar machen und die Brücken sprengen sollten. Das war unabdingbar, um den japanischen Vorstoß aufzuhalten und die Verteidigung an den nächsten Linien und vor allem in Bataan selbst vorbereiten zu können. Die größte Gefahr lag dabei vor allem in der japanischen Lufthoheit, so dass der Rückzug hauptsächlich im Schutz der Dunkelheit vollzogen werden sollte.

### Der Rückzug in Nord-Luzon
Am 24. Dezember begann um 19:00 Uhr der Rückzug der Truppen zum Agno. Die ganze Nacht über marschierten die Infanteristen und die Artillerie nach Süden. Hinter ihnen wurden die Brücken gesprengt und die Straßen unpassierbar gemacht. Im Morgengrauen setzte der Großteil in den auf den Philippinen üblichen Auslegerbooten aus Bambusholz, den sogenannten Bancas, über den Fluss. Sie nahmen sofort die neuen Positionen an der Ost-West-Straße nach San Carlos ein.
Die letzten technischen Einheiten erreichten erst am späten Mittag die D1-Linie. Sie waren aufgehalten worden, da sie viele kleinere Brücken zu sprengen hatten und durch eine verfrühte Sprengung etliche Fahrzeuge beschädigt wurden. Feindkontakt hatten sie jedoch nicht.
Um 2:00 Uhr morgens am 25. Dezember griffen die Japaner Urdaneta an. Die Stadt konnte von den Filipinos nur bis zum Mittag gehalten werden, dann begannen sie den Rückzug zum Agno.
In Carmen bezogen zu der Zeit die Soldaten die Positionen an der D2-Linie, um dort die große Agno-Brücke zu verteidigen. Zwischen Carmen und Tayug standen nun die Panzer des 192. Panzerbataillons.
Die Japaner vereinigten gegen Mittag des 25. Dezember die Truppen des 48. Aufklärungsregiments bei Binalonan. Kurz vor dem Erreichen des Agno bei Tayug stießen sie auf Patrouillen der 26. Kavallerie. Am Abend hatten die Japaner die philippinischen Kundschafter auf die gegenüberliegende Flussseite zurückgetrieben. Von dort leisteten die Filipinos bis um 2:00 Uhr morgens am 26. Dezember Widerstand, doch dann konnten sie der japanischen Übermacht nicht mehr standhalten und mussten sich zurückziehen. Schon zwei Stunden später war Tayuj in japanischer Hand. Auf ihrem Rückzug sprengten die Kavalleristen acht Brücken zwischen Tayug und San Quentin, bevor sie die aktuelle Linie der Verteidigung bei Umingan erreichten. Später am Tag wurden die Kavalleriesoldaten, die nun schon seit der japanischen Landung dem Feind Widerstand leisteten, nach Bataan in die Verteidigungsreserve zurückbeordert.
In der Frontmitte erreichten die Japaner am Nachmittag des 25. Dezember das Städtchen Villasis gut einen Kilometer nördlich von Carmen. Ein Luftangriff bereitete den Angriff auf Carmen am Abend des nächsten Tages vor. Die Japaner überschritten den Agno mit der Unterstützung ihrer Artillerie, dem die Verteidiger nichts entgegenzusetzen hatten. General Wainwright ordnete den Rückzug durch Carmen in Richtung der D3-Linie an. Doch die Japaner waren viel zu schnell und zerschlugen die Einheiten. 200 Opfer waren bei den Alliierten zu beklagen. Zudem nahmen die Japaner den Kommandanten gefangen. Carmen fiel am Abend gegen 19:30 Uhr und die Japaner stürmten weiter nach Rosales, das nur zwei Stunden später fiel.

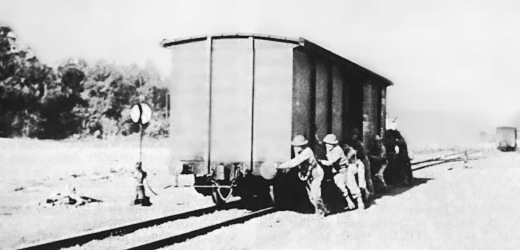
Alliierte retten einen Munitionswaggon

Die einzige Rückzugsmöglichkeit für die übriggebliebenen Soldaten war die Bahnstrecke nach Manila, die im Westen verlief. Mittels eines zusammengestellten Zuges, der aus einigen Frachtwaggons bestand und von Tarlac aus in der Nacht geschickt wurde, konnten sie entkommen. Die Panzereinheiten hatten es etwas schwieriger. Sie waren auf sich allein gestellt und fuhren südlich bis nach San Manuel, wo sie mit drei Panzern eine Straßenblockade errichteten. Diese sollte die Japaner so lange aufhalten, bis der Zug mit den Truppen die Straße bei Moncada passiert hatte. Als die Japaner dann gegen 2:45 Uhr am Morgen des 27. Dezember die Straße heraufkamen, wurden sie völlig überrascht und zogen sich nach 15 Minuten wieder zurück. Die Alliierten fürchteten nun einen konzentrierten Gegenschlag und zogen sich ihrerseits bis zum Eisenbahnübergang nach Moncada zurück. Sie erreichten ihn knapp zehn Minuten, bevor der Truppenzug eintraf. Nachdem diese Situation glücklich geklärt worden war, fuhren die Panzer schnellstens weiter, bis sie um 8:30 Uhr die D3-Linie bei Gerona erreicht hatten. Doch ein Teil der Panzer, die einen anderen Weg genommen hatten, mussten vor einer zerstörten Brücke zurückgelassen werden. Ihre Besatzungen schlugen sich zu Fuß bis zur D3-Linie durch.
Während des ganzen 27. Dezember gab es keinerlei japanische Angriffe auf die D3-Linie, so dass sich die Einheiten auf den Rückzug zur D4-Linie vorbereiteten. Die 91. Division begann den Marsch nach Süden um 17:30 Uhr und erreichte morgens um 4:30 Uhr den Pampanga bei Cabanatuan. Die 21. Division bezog die Stellung in Richtung Westen nach Tarlac, wo die Straßen nach Manila zusammentrafen. Am 28. Dezember stand die D4-Verteidigungslinie und erwartete den japanischen Vorstoß.

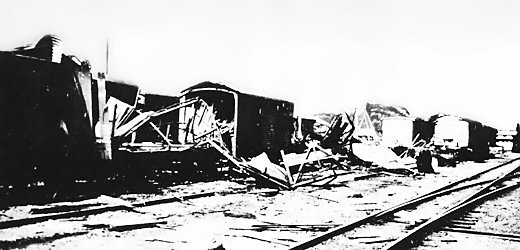
Zerstörungen auf dem Bahnhof von Tarlac nach einem japanischen Bombenangriff

Unterdessen stoppten die Japaner am Agno, um auf weiteren Nachschub von ihren Schiffen zu warten. Während des ganzen 27. Dezembers wurden weitere Artillerie- und Truppeneinheiten zur Frontlinie gefahren, und Spähtrupps stießen bis zum unbewachten Umingan vor. Einheiten, die in Kämpfe verwickelt waren, wurden von General Homma zurückgerufen und konnten in Villasis auf neue Befehle warten. Frische Truppen beorderte er nach Urdaneta.
Der Plan für die D4-Linie bestand darin, diese so lange zu halten, bis die Japaner zum Halten gezwungen waren, um dann eine koordinierte Attacke zu starten. Ein entschlossenerer Halt sollte an der D5-Linie gemacht werden. Doch am 27. Dezember entschied sich General Wainwright, diesen Plan zu ändern. Da er fürchtete, dass ein zu schneller Rückzug von der D4-Linie nicht genügend Zeit zur Vorbereitung der Verteidigung der wichtigen Brücken bei Calumpit lassen würde, über welche die südlichen Truppen sich zurückziehen mussten, ordnete er an, den Bereich zwischen Tarlac und Cabanatuan länger zu halten.
Der 91. Division wurde der Bereich zwischen dem Pampanga und den östlichen Bergen zugewiesen. Der kritische Punkt war Cabanatuan, wo die Straßen aus Norden zusammenliefen und südwärts nach Manila weiterführten. Wenn der Rückzugsbefehl kommen würde, hätten sie sich nach Plaridel, etwa 70 Kilometer entfernt zu bewegen und dann westlich nach Calumpit, wo die Straße den Pampanga kreuzt.
Auf der Seite nach Carmen (nicht zu verwechseln mit Carmen am Agno) befand sich die 11. Division und westlich die 21. Division bis nach Tarlac. Von hier aus ging der Rückzugsweg über Angeles direkt nach Bataan. Zur weiteren Unterstützung bei den Calumpit-Brücken fuhren die restlichen Panzer des 194. Bataillons nach Apalit in Stellung.
Zu diesem Zeitpunkt waren die japanischen Landungen abgeschlossen. General Homma bereitete den Durchbruch zwischen Cabanatuan und Tarlac nach Manila, dem Hauptziel seiner Einheiten vor. Er rechnete damit, dass sich die Alliierten nach Bataan und Corregidor zurückziehen würden, um dort auszuharren, bis möglicherweise weitere Unterstützung anlanden würde. Daher ordnete Homma an, eine zusätzliche Artillerieeinheit nach Tarlac zu entsenden, um die Straße nach Bataan besser unter Beschuss nehmen zu können. Sie sollte von Kampfflugzeugen aus der Luft und zu Land von der Infanterie unterstützt werden. Die Vorstöße nach Süden waren für den 28. Dezember geplant.
Als General Homma seinen Kommandostand am Morgen des 28. Dezember nach Binalonan vorverlegte, begannen seine Soldaten ihren Marsch nach Süden. Vorweg fuhr eine Panzereinheit. Sie hatte die Artillerie im Gefolge und rückte durch San Quintin nach San Jose vor. Dann überquerten sie den Pampanga und erreichten am 29. Dezember Bongabon, von wo aus sie die rechte Flanke an der D4-Linie bedrohten. In zwei Kolonnen folgten von Rosales aus die restlichen Einheiten, die bis nach Baloc, nördlich von Cabanatuan, vorrückten. Hinter den Panzern folgten die Infanterie, zusätzliche Artillerie und die technischen Truppen.
Trotz der von den alliierten gesprengten Flussbrücken erreichten die Panzer durch das seichte Wasser des Pampanga zuerst die Stadt. Sie nahmen die Stellungen der Amerikaner und Filipinos unter heftiges Feuer. Die japanische Infanterie überquerte unter dem Schutz des Feuers ihrer Artillerie den Fluss. Die Übermacht der anstürmenden Japaner war so groß, dass den Alliierten nichts anderes übrig blieb, als sich weiter nach Süden zu bewegen. Noch in der Nacht besetzten die Japaner Cabanatuan.

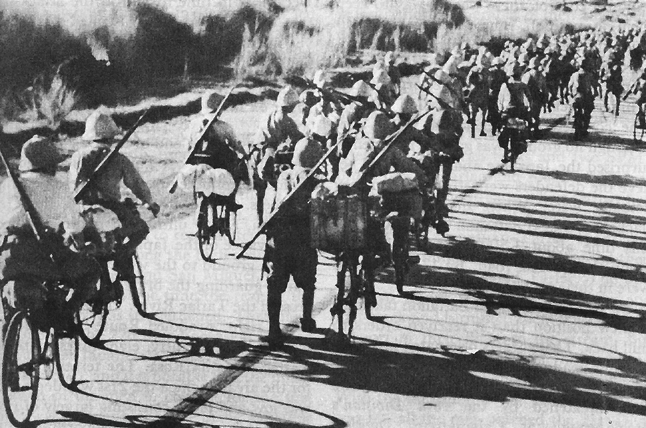
Japanische Truppen mit Fahrrädern auf den Philippinen

Die japanische 48. Infanteriedivision zusammen mit der 48. Bergartillerie und einem Bataillon mit 150-mm-Haubitzen schlugen die Alliierten bis 23 Kilometer hinter Cabanatuan nach Gapan zurück, wo diese die Stahlbrücke über den Fluss hinter sich sprengten. Die Verteidiger bildeten eine Auffanglinie, die aber von den Japanern recht schnell am Nachmittag des 30. Dezember durchbrochen wurde. Als sie gegen Abend die Stadt einnahmen, zogen sich die Alliierten bis nach Baliuag zurück, um sich neu zu formieren. Dieses schnelle Vordringen des Feindes machte den Ursprungsplan der Amerikaner hinfällig und resultierte zusätzlich in einer verkürzten D5-Verteidigungslinie, was den Rückzug der Südtruppen stark gefährdete.
Im Gegensatz zur Ostflanke konnte im Zentrum der D4-Linie deutlich mehr Widerstand geleistet werden. Die dort auf Fahrrädern anrückenden Japaner wurden durch einen Überraschungsangriff mit Panzern der Alliierten gezwungen, sich wieder zurückzuziehen. Es dauerte bis zum Morgen, dass die Japaner mit zusätzlichen Truppen und panzerbrechender Munition versorgt waren und ihrerseits zum Angriff übergingen. Die Alliierten nahmen daraufhin etwas weiter südlich eine neue Position ein und konnten von dort aus einen neuen Gegenangriff starten, von dem die Japaner wiederum so überrascht waren, dass sie sich erneut zurückzogen. Erst als vom alliierten Hauptquartier der Befehl kam, sich zur D5-Linie zurückzuziehen, konnten die Japaner weiter vordringen. Sie kamen aber nur bis zu einer zerstörten Brücke am kleinen Flüsschen Dalagot. Die Japaner waren 24 Stunden erfolgreich aufgehalten worden.
Am Westende der D4-Linie stand die durch heftige japanische Bombardements aus der Luft zerstörte Stadt Tarlac. Sie wurde von Artillerie- und Infanterieeinheiten der Alliierten bewacht, die auf den feindlichen Vorstoß warteten. Doch die japanischen Truppen, die nach Tarlac vorstoßen sollten gingen nur zögerlich vor, da sie bei ihrer Landung im Golf von Lingayen hinzunehmen gemusst hatte. Zudem bot das Umfeld der Stadt kaum Deckungsmöglichkeiten, nur weite Reisfelder, Bamusbäume und Sumpfgebiet. Am 29. Dezember erreichten die ersten japanischen Spähtrupps eine Position nördlich von Tarlac. Kurz darauf gaben alliierte Späher durch, dass sie auf japanische Patrouillen geschossen hätten, ihr Feuer aber nicht erwidert wurde. Gegen 15:00 Uhr kam die japanische Haupteinheit vor Tarlac an. Die verteidigenden Alliierten fügten den Japanern hohe Verluste zu und töteten sogar den Kommandanten.
Etwa zur selben Zeit trafen alliierte Soldaten südlich von Tarlac auf einen Trupp Japaner, welche die Stadt umgangen hatten. Mit Hilfe von fünf amerikanischen Panzern drängten sie die Japaner über den Fluss zurück. Doch als die Panzer ebenfalls über den Fluss setzen wollten, blieben sie stecken und mussten von den Besatzungen aufgegeben werden.
Gegen Abend erhielten die Verteidiger den Rückzugsbefehl zur D5-Linie, so dass sie begannen, sich aus ihren Positionen zurückzuziehen. Dabei kamen sie in heftiges Feindfeuer und erlitten zahlreiche Verluste, obwohl sie vom eigenen Artilleriefeuer gedeckt wurden. Die Artillerie schoss so lange, bis die komplette Infanterieeinheit ihre Position passiert hatte, dann zog auch sie sich zur D5-Linie zurück, die sie in der Morgendämmerung erreichte.
Nun waren alle alliierten Einheiten in ihren Verteidigungsstellungen an der geplanten D5-Linie. Der japanische Hauptangriff wurde auf der rechten Flanke erwartet, an der auch General Homma seine Haupteinheiten zusammengezogen hatte, um den Durchbruch der alliierten Süd-Luzon-Truppen nach Bataan zu verhindern.

### Der Rückzug in Süd-Luzon
Zur gleichen Zeit als die Nordtruppen die D1-Linie verließen, begann auch der Rückzug in Süd-Luzon. General George M. Parker hatte das Kommando an Brigadegeneral Albert M. Jones übergeben, um sich nach Bataan zu begeben. Jones bekam den Befehl, den Vorstoß des Feindes zu blockieren und die Truppen langsam hinter Manila zurückzuziehen sowie sich nördlich der Stadt den Einheiten von General Wainwright anzuschließen.
Die Süd-Luzon-Truppen bestanden aus untrainierten und schlecht ausgerüsteten Soldaten, hauptsächlich Infanterie und einem kleinen Artillerie-Bataillon sowie einigen Panzern. Der Munitionsnachschub konnte nur über eine kleine Verbindungseinheit gewährleistet werden.
Auf japanischer Seite waren die japanischen Landungstruppen in der Unterzahl. Zudem war das Gelände im Süden deutlich unwegsamer als im Norden. Der Weg nach Manila wurde von Bergen und großen Seen behindert. Schon kurz nach der Landung in Lamon Bay drangen die Haupttruppen über die niedrigen Tayabas-Berge in das Landesinnere vor. Jetzt standen sie vor dem 2.177 m hohen Banahaw, dessen Südflanke zu umgehen war, um dann den großen Inlandsee Laguna de Bay zu erreichen. Von dort aus führte ein schmaler Korridor zwischen dem See und der Lagune von Manila zur Stadt selbst. Die kleinere Landungseinheit bei Mauban musste den nördlichen Weg wählen. Sie würden erst auf halbem Weg wieder mit der Haupttruppe zusammentreffen und waren bis dahin auf sich allein gestellt.

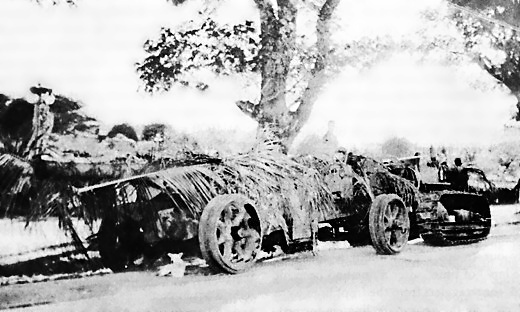
Alliierte Kanone 155 mm Gun M1917 abgedeckt hinter einem Traktor

Durch ein Missverständnis auf der Führungsebene zogen sich am frühen Morgen des 25. Dezember die alliierten Verteidigungseinheiten, die 11 Kilometer westlich vor Mauban lagen, nach Lucban zurück. Erst gegen Mittag erfuhr General Jones von dem Irrtum und forderte die Truppen zum Halten auf. Die Japaner waren zu der Zeit schon bis auf sechs Kilometer an die Stadt herangerückt. Jones begab sich selbst zu den Einheiten und geriet dabei unter japanisches Feuer.
Am nächsten Morgen trafen einige Panzer bei der Infanterie ein, stießen aber auf eine stark befestigte Straßenblockade, die auch über Panzerabwehrwaffen verfügte. Der Führungspanzer sowie ein Panzer an der Flanke wurden getroffen und außer Gefecht gesetzt. Die anderen zogen sich daraufhin umgehend zurück. Ohne Panzerunterstützung mussten sich die Infanteristen nun weiter ins Landesinnere begeben. Kurz vor dem Sonnenuntergang bekamen sie aber von rund 300 erfahrenen philippinischen Kundschaftern Unterstützung. Als die Japaner morgens an ihren Stellungen eintrafen, schlug ihnen erheblicher Widerstand entgegen. Der Kampf dauerte einige Stunden, bevor die Japaner die Verteidiger nach Luisiana zurückdrängen konnten. Sie folgten ihnen aber nicht, sondern erwarteten in Lucban einige Truppen aus der Atimonan-Landungseinheit, die am nächsten Morgen eintrafen. Diese geballte Streitmacht konnte am 28. Dezember die Alliierten bis nach Calauan zurückdrängen. Kurz bevor diese ihr Ziel erreichten, kam der Befehl, bis nach Los Banos zu marschieren und dort eine neue Verteidigungsposition aufzubauen. Am 29. Dezember lagen sie in ihren Stellungen.
Auch von Atimonan begann der Rückzug am ersten Weihnachtstag. Die dortigen alliierten Truppen bestanden aus drei Infanteriebataillonen, die sich auf dem Weg nach Pagbilao befanden. Der erste Feindkontakt fand am Palsabangon-Fluss kurz vor der Stadt statt. Ein Bataillon deckte die Straße und die anderen gingen an der Brücke über den Fluss in Stellung, wobei sie diese zur Sprengung vorbereiteten. Die anrückenden Japaner konnten so lange an der Straße aufgehalten werden, bis alle alliierten Soldaten sich hinter die Brücke zurückgezogen hatten. Die Brücke wurde dann direkt vor den Augen der Japaner gesprengt. Sie konnten aber nur kurz aufgehalten werden, denn schon am Nachmittag hatten sie das andere Ufer erreicht. Die alliierten Truppen zogen sich weiter hinter Pagbilao zurück, wo sie sich teilten. Ein Bataillon zog weiter Richtung Tayabas, die anderen nach Lucena.
Die Japaner zogen am späten Nachmittag durch Pagbilao. Die Alliierten konnten sich keinerlei Verzögerungen leisten, dafür waren die Japaner zu nah hinter ihnen. So wurde beschlossen, weiter bis nach Sariaya zurückzufallen, das am 26. Dezember gegen 15:30 Uhr erreicht werden konnte. Währenddessen besetzten die Japaner leicht verzögert durch gesprengte Brücken und andere Hindernisse Lucena und Tayabas. Am Abend wurden japanische Patrouillen ausgesandt, um mit den Einheiten bei Lucban in Kontakt zu treten. So waren die Japaner am Abend des 25. Dezember im Besitz des kompletten Landesteils östlich von Sariaya.
Am Abend des 26. Dezember errichtete General Jones seinen Vorposten in Candelaria, etwa 11 Kilometer westlich von Sariaya. Die Brücken, die hier über die Flüsse führten, wurden zur Sprengung vorbereitet und die Westseite mit Truppen besetzt. Gleichzeitig errichtete General Jones eine zweite Verteidigungslinie 10 Kilometer hinter Candelaria. Die noch kämpfenden Einheiten bei Sariaya bekamen die Anweisung, die Aktionen abzubrechen. In herbeigeschafften Bussen wurden sie in der frühen Nacht des 27. Dezember nach Tiaong gebracht.

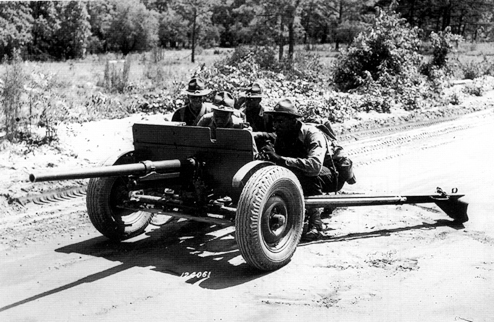
Amerikanisches 37-mm-Geschütz M3 (1941)

Währenddessen sammelten sich die japanischen Truppen in Lucena. Der weitere Weg gestaltete sich mühsam, da die gesprengten Brücken die Japaner zwangen, ihre Fahrzeuge zurückzulassen. Zu Fuß erreichten sie am Nachmittag des 27. Dezember Candelaria und durchbrachen den Vorposten. Schnell durchquerten sie die Stadt und erreichten in der Abenddämmerung die Hauptverteidigungslinie. Doch noch bevor sie das Feuer auf die dort postierten Filipinos eröffnen konnten, verließen diese ihre Stellungen und zogen sich zurück.
Die Japaner hielten sich nicht lange in Candelaria auf. Schon am frühen Morgen erreichten sie Lusacan. Die dortigen alliierten Einheiten konnten schnell über die Flanken ausgehebelt werden, so dass sie sich nach Tiaong zurückzogen.
Bei Tiaong hatten die Verteidiger eigentlich eine sehr gute Deckungsposition – General Jones platzierte an den Bergflanken schon seine Artillerie und orderte die Infanterieeinheiten zu den unterschiedlichsten Stellungen am Binnensee –, als ihn von General MacArthur der schnelle Rückzugsbefehl nach Bataan erreichte. Die alliierten Nordtruppen lagen zu diesem Zeitpunkt an der D4-Linie und MacArthur erkannte die Schwachstelle an deren rechter Flanke. Die kompletten Südtruppen sollten sich hinter General Wainwrights Truppen spätestens um 6:00 Uhr am Neujahrstag über die Brücken bei Calumpit zurückgezogen haben. Dies bedeutete die Aufgabe der Positionen bei Tiaong. Um Mitternacht vom 28. auf den 29. Dezember gab Jones den Befehl, nach Santiago zu marschieren.
Die ersten alliierten Einheiten erreichten Santiago vier Stunden später und wurden angewiesen, bei Alabang in bereitgestellte Fahrzeuge zu steigen, um nach Bataan zu fahren. Die kleinere Truppeneinheit, welche die Straße nach Manila bewachte, wurde kurz darauf mit Bussen nach Bataan gebracht. Der Rest der Süd-Luzon-Verteidigung sammelte sich in Positionen bei Santiago. Unterdessen erreichten die Japaner Tiaong.
Nur 36 Stunden später erreichte Jones jedoch der neue Befehl, aus dem Quartier der USAFFE in Manila den schnellen Rückzug zu stoppen und sich nur unter direkter Feindeinwirkung in Richtung Bataan zurückzuziehen. Damit sollte Zeit gewonnen werden, um Manila weitestgehend zu evakuieren und zusätzliche Ausrüstung und Gerätschaften nach Bataan und Corregidor zu schaffen. Jones begab sich ohne Widerspruch sofort zu den Truppen nach Santiago und bereitete einen Hinterhalt für die anrückenden Japaner vor. Aber auch dieses Mal kam er nicht dazu, seinen Plan in die Realität umzusetzen. Die rechte Flanke der Nord-Luzon-Einheiten war in einer prekären Situation. General Hommas Truppen drohten durchzubrechen und damit einen Keil zwischen die Nord- und Südkräfte zu treiben. MacArthur befahl daher sofort, wieder zum ursprünglichen Plan zurückzukehren und auf schnellstem Weg die Einheiten in Richtung Bataan in Marsch zu setzen.
In Abwesenheit von General Jones, der sich noch an der Frontlinie befand, wurden die Befehle umgesetzt. Die Truppen setzten sich nach Norden in Bewegung und am 31. Dezember um 4:00 Uhr morgens konnte in Plaridel der neue Kommandoposten eröffnet werden. Der Hauptteil der Südtruppen überquerte noch vor dem Einbruch der Morgendämmerung die Brücken bei Calumpit. Die anderen Einheiten der Infanterie wurden an den Einfallstraßen nach Norden postiert und das 194. Panzerbataillon sicherte die Straßen südlich von Plaridel gegen die nachrückenden Japaner. Manila selbst würde gegen Abend ohne jeglichen alliierten Schutz auskommen müssen.
Am letzten Tag des Jahres 1941 befand sich Süd-Luzon faktisch in japanischer Hand. Der Großteil der alliierten Truppen konnte sich jedoch ohne erhebliche Verluste nach Bataan zurückziehen. Es wurde nach Washington telegrafiert, dass die Südtruppen bei San Fernando mit den Nordtruppen Kontakt aufgenommen hatten. Doch dadurch, dass die Japaner die amerikanischen und philippinischen Soldaten, die an der D5-Linie lagen, immer weiter nach Süden drängten, konnten erst die nächsten Tage über das Schicksal von tausenden Männern und Tonnen von Material auf dem Weg nach Bataan Aufschluss geben.

### Kampf um die Verteidigungslinie D5
Am 30. Dezember 1941 fand auf Corregidor trotz der japanischen Invasion die Amtseinführung des gewählten philippinischen Präsidenten Manuel Quezon statt. Doch auch seine Amtsantrittsrede konnte an der dunklen Zukunft der Philippinen nichts ändern. Die Japaner standen vor dem Durchbruch der D5-Verteidigungslinie und die alliierten Amerikaner und Filipinos zogen sich nördlich von Manila mit allen Einheiten in Richtung Bataan zurück.

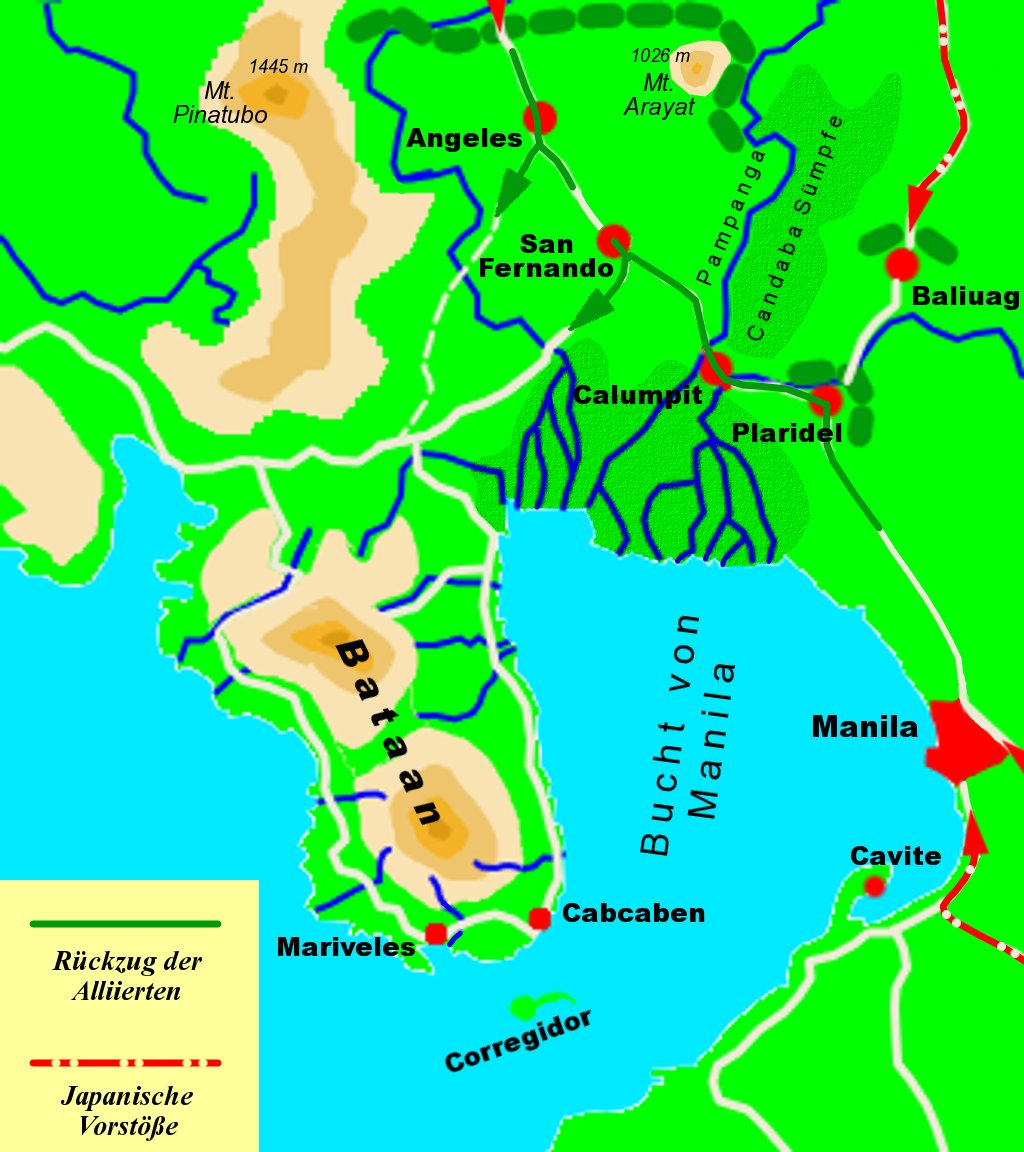
Rückzug der Alliierten nach Bataan

Die von Bamban im Westen bis zum Berg Arayat reichende D5-Linie musste gehalten werden, da etwa 16 Kilometer südlich von Bamban bei Angeles die einzige – allerdings unbefestigte – Straße nach Bataan abzweigte, über welche die nördlichen Truppen Bataan erreichen mussten. Weiter südlich bei San Fernando lag der Abzweig einer größeren befestigten Straße. Östlich des Berges Arayat hielten die weitläufigen Sümpfe von Candaba die Japaner von einem Durchbruch ab. Die umkämpfteste Stadt würde zweifelsfrei Plaridel sein, wo General Homma Masaharus Truppen versuchten, den sich zurückziehenden Alliierten von Norden her den Weg abzuschneiden. Dies war allerdings nur ein Nebeneffekt, da die generelle Marschlinie der Japaner auf Manila zuhielt. General MacArthur setzte daher ein besonderes Augenmerk auf Plaridel und orderte Truppenteile der Nord- und Südeinheiten zu diesem Brennpunkt. Die Brücken mussten gehalten werden, um den Truppen, die östlich des Pampanga lagen, einen sicheren Weg nach San Fernando zu ermöglichen.
Die Verteidiger hatten am Morgen des 31. Dezember ihre Stellungen bezogen. Kurz vor 10:00 Uhr warnte General Wainwrights Hauptquartier die Soldaten, die Brücken über den Pampanga bei Calumpit selbst bis 4:00 Uhr am nächsten Morgen überquert zu haben. Die Sprengung war für 6:00 Uhr vorgesehen.
Die Japaner sandten schon am 30. Dezember zwei Panzerbataillone aus, um die Straße von Manila nach San Fernando zu blockieren. Sie wurden von einer Instandsetzungskompanie begleitet, welche die Aufgabe hatte, gesprengte Brücken und Straßen zu reparieren. Am Morgen des 31. Dezember erreichte eine Vorhut den Rand von Baliuag. Als jedoch mit der Wiedererrichtung der zerstörten Brücke begonnen wurde, empfing sie alliiertes Artillerie- und Panzerfeuer, das sie zum Abbruch der Aktion zwang. Die Japaner bereiteten daraufhin eine Flussüberquerung weiter östlich vor und warteten auf die eigene nachrückende Artillerie. Zu diesem Zeitpunkt begann die alliierte Artillerie auf Befehl den Rückzug in Richtung Bataan. Doch schon kurz darauf wurde der Befehl widerrufen und die strikte Verteidigung des Ortes angeordnet. Die feindlichen Panzer trafen im Ort aufeinander, so dass ein wildes Gefecht ausbrach. Die kleinen Häuschen und Hütten des Ortes wurden von den Panzern förmlich in Schutt und Asche gelegt. Die Artillerie auf beiden Seiten traute sich nicht, einen Schuss abzugeben, da die Gefahr hoch war, die eigenen Leute zu treffen. Als die Amerikaner den Angriff beendeten, hatten sie acht japanische Panzer ausgeschaltet und selbst nur leichte Schäden erlitten. Sie zogen sich aus Baliuag zurück und die Artillerie begann den Ort zu beschießen. Um 22:00 Uhr begannen die alliierten Einheiten den Rückzug über die Calumpit-Brücken, die der letzte Panzer um 5:00 Uhr morgens überquerte.

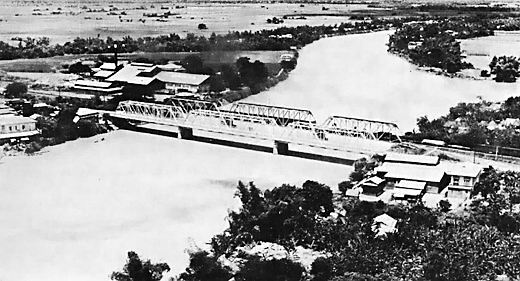
Die Brücken über den Pampanga bei Calumpit

Die Brücken stellten für die Japaner eigentlich ein hervorragendes Ziel für einen Luftangriff dar; sie waren für eine schnelle Sprengung schon mit Dynamit ausgestattet und wurden nur von zwei Artilleriebatterien geschützt. Doch unter der japanischen Führung entbrannte ein heftiger Streit über den Einsatz der Luftstreitkräfte. Während eine Seite sich vehement für die Bombardierung der Brücken aussprach, setzte sich schlussendlich aber die Meinung der japanischen 14. Armee durch, nur die Brücken westlich von Lubao zu attackieren und ansonsten die Anstrengungen auf die sich zurückziehenden Alliierten zu beschränken.
Kurz nachdem alle alliierten Truppen über die Calumpit-Brücken gezogen waren, erkundigte sich General Wainwright bei seinen Führungsoffizieren, ob alle Einheiten sicher auf der anderen Seite angekommen seien. Es stellte sich heraus, dass eine kleine Gruppe eines Sprengkommandos noch vermisst wurde. Trotzdem wurde die Brückensprengung wie geplant auf 6:00 Uhr festgelegt. Allerdings wurde eine Option auf eine Verschiebung in Betracht gezogen.
In der Dunkelheit der Nacht wunderten sich derweil das zuständige philippinische Sprengkommando darüber, dass weder japanische Flugzeuge noch deren Artillerie die Brücken angriff. Aus der Ferne war gegen 5:45 Uhr plötzlich Gewehrfeuer zu hören, doch vom vermissten Kommando gab es immer noch keine Spur. General Wainwright verlängerte daraufhin die Frist zur Sprengung auf 6:15 Uhr. Als das feindliche Feuer immer lauter zu hören war, rechneten die Alliierten mit einem japanischen Vorstoß, den Fluss zu überqueren, und Wainwright beschloss, die Brücken nun doch schnellstens zu sprengen. Die Vermissten sollten einen anderen Weg nach Bataan finden. Um 6:15 Uhr detonierten die Ladungen an den Brücken und rissen sie in den Pampanga. Ein Infanteriebataillon und eine Feldartillerieeinheit nahmen kurz darauf ihre Positionen am Flussufer ein. Sie hatten die Aufgabe, die Japaner bis mindestens 20:00 Uhr abends an der Flussüberquerung zu hindern. Eine Panzergruppe wurde unmittelbar östlich vor San Fernando aufgestellt.
Am Neujahrsmorgen 1942 befanden sich die alliierten Truppen nun mit ihrer Hauptstreitmacht jenseits des Pampanga. Die kleine Stadt San Fernando, die an einer wichtigen Kreuzung der Straßen und Bahnwege liegt, war jetzt das nächste Ziel der Einheiten. Von hier verläuft die Straße nach Bataan, nur die Division, die aus dem Norden aus Richtung Angeles kam, konnte schon vorher den Weg über eine schlechter befestigte Straße nach Bataan einschlagen, ohne über San Fernando zu müssen. Die 14 Kilometer lange Straße zwischen Calumpit und San Fernando und die von dort in den Süden führende waren vollgestopft mit einem gemischten Strom aus zivilen und militärischen Fahrzeugen aller Arten; Pkw, Lkw, Busse, Artillerie und Panzer fuhren mittig der Straße, während auf beiden Seiten sich ein nicht enden wollender Zug aus Fußvolk bewegte, meist Zivilisten, die vor den anrückenden Japanern flohen.
Obwohl japanische Flugzeuge mehrfach im Tiefflug über die wehrlosen Menschen flogen, blieben zu deren Überraschung Schüsse und Bombenabwürfe aus. Laut später gefundenen japanischen Berichten meldeten die Piloten der 32 eingesetzten Maschinen aber an ihr Hauptquartier, dass sie Einsätze gegen amerikanische Fahrzeuge und andere motorisierte Einheiten geflogen hätten.

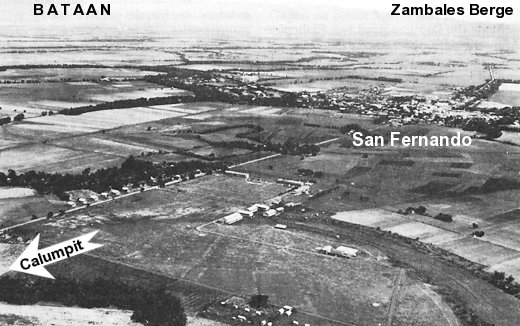
San Fernando, die Stadt am Abzweig nach Bataan

Aus Richtung Tarlac näherten sich unaufhaltsam General Hommas verstärkte Einheiten mit Infanterie und starker Artillerie. Ihre Aufgabe war klar umrissen: Verfolgung der Alliierten bis nach Bataan. Zur Verteidigung standen am Fluss Bamban zwei philippinische Divisionen bereit. Sie waren auf den Berghang der Zambales-Berge und auf die Tiefebene verteilt. Die über den Fluss führende Hochbrücke war bereits zerstört worden, aber der zu dieser Jahreszeit fast ausgetrocknete Fluss stellte kein wirkliches Hindernis dar, als die Japaner gegen 1:30 Uhr am Neujahrsmorgen den Flusslauf durchquerten und eine Einheit sich auf Fahrrädern in Richtung Süden genau zwischen die wartenden Fillipinos in Fahrt setzte. Diese warteten einen Moment, bis die Japaner fast in voller Stärke auf der Straße zu sehen waren und eröffneten dann ihr Feuer. Die Japaner waren für einige Minuten über diesen nicht erwarteten Angriff überrascht und ergriffen dann die Flucht zurück nach Norden. Etwa 35 verloren dabei ihr Leben und ein Japaner geriet in philippinische Gefangenschaft. Da die gegenseitige Verständigung nicht funktionierte, war er für die Verteidiger nutzlos und verstarb bald darauf an seinen Verwundungen.
Die Überlebenden des Hinterhalts erreichten die eigenen Stellungen gegen 9:00 Uhr und die Infanterie begann sofort mit Artillerieunterstützung einen erneuten Vorstoß zur Überquerung des Flussbetts. Es entbrannte ein heftiger Kampf, als auch die philippinische Artillerie eingriff und ihrerseits den Feind beschoss. Doch selbst eine angeforderte Luftunterstützung brachte die Fillipinos nicht aus ihren Stellungen, die sie spät am Tag weiter hartnäckig verteidigten. Weitere Unterstützungstruppen trafen auf japanischer Seite um 16:00 Uhr ein, so dass ein weiterer Vorstoß unternommen wurde. Auch dieser schlug fehl.
Bei Einbruch der Dunkelheit begannen die Fillipinos an den Berghängen im Westen den Rückzug nach Süden. Die komplette Division zog bis nach Angeles und dann die kleinere Straße südwestlich nach Bataan. Die Japaner folgten ihnen auf dem Fuße und zogen am 2. Januar gegen 11:30 Uhr in Angeles ein, wo sie die Clark-Luftwaffenbasis einnahmen.
Die östliche philippinische Division hatte es auf ihrem Rückzug schwerer. Die kaum befestigten schmalen Wege ließen wenig Platz für die Soldaten, so dass sie sich zeitweise durch die Reis- und Zuckerrohrfelder zurückzogen. Auf ihrem Rückzugsweg nach San Fernando, das nun ihr Anlaufziel war, wurden sie um 16:30 Uhr von einem nachrückenden japanischen Aufklärungskommando angegriffen, das aber erfolgreich auf Distanz gehalten werden konnte. Die Division traf in der Nacht zum 2. Januar am vereinbarten Punkt östlich von San Fernando ein. Damit hatten sich alle alliierten Einheiten von der D5-Linie zurück nach San Fernando begeben.
Am späten Morgen des 1. Januar erreichten die Japaner den Pampanga bei Calumpit. Mehrere Versuche, den Fluss zu überqueren, wurden von den am gegenüberliegenden Ufer stationierten Fillipinos zurückgeschlagen, die sich erst am späten Abend nach San Fernando zurückzogen und sofort in Richtung Bataan weitergeschickt wurden.
Die letzte Einheit, die sich durch San Fernando in Marsch setzte, war die östlich liegende Panzergruppe. Nach der Überquerung der kleinen Brücke über den San-Fernando-Fluss wurde diese gesprengt. Nun waren alle alliierten Einheiten auf dem Weg nach Bataan.
Die Japaner setzten erst am 2. Januar um 16:00 Uhr über den Pampanga. Gegen 18:30 Uhr erreichten sie San Fernando, wo sie mit den Nordeinheiten zusammentrafen, die von Angeles den Ort erreichten.

### Der Rückzug nach Bataan
In den ersten Januartagen hatten sich die meisten alliierten Truppen in Luzon vom Golf von Lingayen und der Bucht von Lamon nach Guagua und Porac nach dem Rückzugsplan von Brigadegeneral Wainwright und MacArthur auf den beiden Straßen, die nach Bataan führten zurückgezogen. Dort hatten sie angehalten und nur neun Kilometer von der Basis der Halbinsel entfernt eine Linie errichtet. Je länger sie diese halten konnten, desto mehr Zeit würde zur Verfügung stehen, um die endgültige Verteidigung von Bataan vorzubereiten.
Entlang der etwas über 6 Kilometer langen Linie von Guagua nach Porac, parallel zur Straße zwischen den beiden Stadtteilen, hatte General Wainwright die 11. und 21. Division sowie Panzer und Kavallerie stationiert. Im Westen um Porac herum, befand sich die 21. Division mit der 26. Kavallerie im Rücken als Eingreifreserve. Im Osten befand sich die 11. Division, deren rechte Flanke von fast undurchdringlichen Sümpfen bedeckt war, die von zahlreichen Bächen durchzogen waren. Zur Unterstützung beider Divisionen diente die Panzergruppe unter General Weaver.
Die Truppen entlang dieser Linie waren überzeugt, dass sie der gesamten 14. japanischen Armee gegenüberstanden, die auf etwa 120.000 Mann geschätzt wurde. Tatsächlich war die japanische Stärke auf Luzon etwa halb so groß, und nur zwei verstärkte Regimenter mit Panzern und Artillerie standen den Männern auf der Linie Guagua-Porac gegenüber.

#### Manila

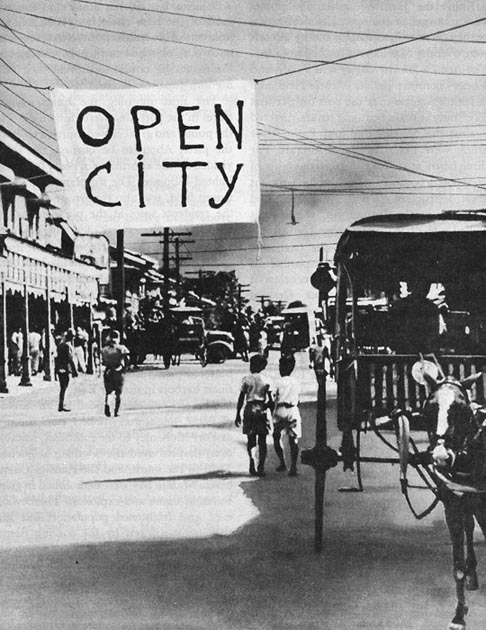
Ein Banner weist Manila als ‚Offene Stadt‘ aus (1942)

Spät in der Nacht des 26. Dezember bestätigte Radio Tokyo den Empfang von Sendungen aus Manila, in denen die Hauptstadt zur Offenen Stadt erklärt wurde. Die offizielle Benachrichtigung an die 14. Armee kam später, entweder am 28. Dezember oder später, als das Kaiserliche Hauptquartier die Informationen aus Tokio weiterleitete. Anscheinend unternahm MacArthur keinen Versuch, die japanischen Streitkräfte auf den Philippinen über seine Absichten zu informieren, aber eine vervielfältigte Ankündigung der Erklärung der Offenen Stadt war bis zum 31. Dezember in den Händen der japanischen Truppen.
Bis Silvester hatte das Hauptquartier der USAFFE unter dem Kommando von General George C. Marshall seine Arbeit beendet und war bereit Manila zu verlassen. Die Stadt war von einem Inferno aus Flammen, Lärm und Rauch erfüllt. Treibstoffvorräte in Fort McKinley im Südosten, Anlagen die den Bombenangriff auf Nichols Field im Süden überstanden und die Ruinen von Cavite auf der anderen Seite der Bucht von Manila standen in Flammen und Explosionen zerstörten sie. Die verwirrte und verängstigte Bevölkerung wurde durch die aufsteigenden Flammen aus den Öltanks in Pandacan, den umliegenden Lagerhäusern und Gebäuden noch mehr in Panik versetzt. Das brennende Öl schwamm entlang des Pasig und entzündete weitere Brände entlang der Ufer und aus der Luft warfen die Japaner weiterhin Bomben ab.
An Neujahr 1942 befanden sich die japanische 48. Division und das 4. und 7. Panzerregiment 7,5 Kilometer vor den nördlichen Außenbezirken von Manila. Im Süden erreichten in dieser Nacht vorrückende Elemente der 16. Division unter General Morioka die Bucht von Manila an einem Punkt, der weniger als sechs Kilometer von der Hauptstadt entfernt war. Auf Protest der beiden Divisionskommandeure stoppte Homma den Vormarsch am Rande der Hauptstadt. Später erklärte er seine Entscheidung: „Wenn diese Divisionen zusammen von Süden und Norden einmarschierten könnte alles passieren“.
Um 20:00 Uhr wurde schließlich der 48. Division befohlen, Manila zu erobern und deren Zerstörung zu verhindern. Ähnliche Befehle wurden der 16. Division am 2. Januar um 10.00 Uhr erteilt. General Morioka sollte auch Cavite und Batangas besetzen. Um 17:45 Uhr am Freitag, dem 2. Januar, marschierten die Japaner schließlich in Manila ein. Begleitet von freigelassenen japanischen Zivilisten, die als Dolmetscher fungierten, postierten die Besatzungstruppen Wachen an strategisch wichtigen Punkten und begannen die Stadt zu sichern.
Mit der Besetzung von Manila hatte General Homma die vom kaiserlichen Hauptquartier zugewiesene Mission erfolgreich erfüllt. Allerdings war sein Erfolg noch nicht komplett, denn MacArthurs Streitkräfte waren noch intakt.
Während der Besatzungszeit kam es zu Massenerschießungen, Folter und Vergewaltigungen japanischer Truppen gegen die Zivilbevölkerung. Menschen wurden lebendig verbrannt oder mit dem Samurai-Schwert geköpft.

#### Flankenkämpfe

##### Die linke Flanke
General Homma hatte am Neujahrstag sein Hauptquartier nach Cabanatuan verlegt. Er erteilte von dort aus den Befehl, die Linie vor Bataan anzugreifen. Eine Einsatzgruppe, die nach ihrem Kommandanten, Oberstleutnant Katsumi Takahashi, als Takahashi-Abteilung benannt war, sollte von Angeles entlang der Route 74 aufbrechen, die amerikanische Linie bei Porac zerschlagen und Dinalupihan, eine wichtige Straßenkreuzung am Eingang von Bataan, einnehmen. Um Takahashis Einsatz auf der Route 74 zu unterstützen, befahl Homma dem 9. Unabhängigen Schweren Feldartilleriebataillon, das sich Tarlac näherte, nach Porac vorzustoßen. Eine zweite Gruppe, die größtenteils aus der 48. Division stammte, wurde für den Einsatz entlang der Route 7 durch Guagua nach Hermosa, eine kurze Strecke südöstlich von Dinalupihan, in San Fernando organisiert. Angeführt wurde sie von Oberst Tanaka und unterstützt von einer Panzerkompanie, drei Artillerie-Bataillonen und der 5. Luftgruppe, die auch Ziele auf Bataan angreifen sollte. Der Angriff war für den 2. Januar um 2:00 Uhr geplant.
Die Japaner erwarteten die Verteidigung vor Bataan leicht zu zerschlagen und den „besiegten Feind“ schnell zu erledigen, der, in General Moriokas markanten Worten, „wie eine Katze war, die in einen Sack kriecht“, nachdem die Amerikaner im Sack waren, die Fäden straff zu ziehen und damit den Feldzug zu einem frühen und erfolgreichen Abschluss zu bringen.
Im Abschnitt der 21. Division, direkt unterhalb von Porac, standen zwei Regimenter in der Linie. Im Westen von den Bergen bis zur Route 74 befand sich die 21. Infanterie, dünn über die gesamte Front verteilt. Hinter der Straße Porac-Guagua befand sich die 22. Infanterie. Die 23. Infanterie befand sich etwa acht Kilometer hinten in Reserve. Das Artillerieregiment der Division wurde mit seinem 3. Bataillon links hinter der 21. Infanterie und dem 1. Bataillon rechts eingesetzt. Das 2. Bataillon stand allen zur Unterstützung bereit, war aber direkt hinter dem 3. Bataillon platziert, dem eine Batterie fehlte.
Der erwartete Angriff auf die Guagua-Porac-Linie erfolgte am Nachmittag des 2. Januar in der Nähe von Porac. Obwohl die japanische Abteilung klein war, konnte sie die geschwächten und dünn verteilten Verteidiger etwa zwei Kilometer nach Südwesten zurückdrängen. Der japanischen Vormarsch konnte durch den Einsatz der Reservetruppe kurz vor der Linie des Regiments gestoppt werden. Die Wiederherstellung der ursprünglichen Verteidigungslinie schlug aber fehl.
Das Divisionshauptquartier in San Jose plante sofort einen Gegenangriff mit einem Bataillon des Reserveregiments, der 23. Infanterie. Bevor der Angriff stattfinden konnte, brach die Nacht herein und dem 2. Bataillon der 23. Infanterie, die für den Gegenangriff ausgewählte Einheit, wurde befohlen, im Morgengrauen vorzurücken und die Linie auf der linken Seite wiederherzustellen.
In dieser Nacht wurde die Stille nur durch das Feuer der philippinischen Artillerie unterbrochen, die sich etwa 600 Meter zurückgezogen hatte. Als der Morgen kam, hatten sich die Japaner zurückgezogen, aber amerikanische Pläne für einen Gegenangriff waren verfrüht.
Am Abend zuvor hatte die Hauptstreitmacht der Takahashi-Abteilung ihren Sammelplatz auf halber Strecke zwischen Bamban und Angeles verlassen und war schnell auf Porac zumarschiert. Das 8. Schwere Feldartillerie-Regiment hatte die Truppe begleitet und war am Morgen in Position, um den Infanterieangriff zu unterstützen. Als das 2. Bataillon der 23. Infanterie vorrückte, wurde es daher zuerst vom Gewehrfeuer der japanischen Infanterie und dann vom Feuer der 105-mm-Kanone der 8. Feldartillerie getroffen. Gleichzeitig erschienen drei japanische Flugzeuge tief über den amerikanischen Soldaten, um die Straße zur Unterstützung zu beschießen. Der Schwung des Vormarsches trug die Japaner bis hinter Pio, wo sie schließlich gestoppt wurden.
Als die Nachricht von dem Angriff das Hauptquartier von General Wainwright erreichte, wurde diesem klar, dass die japanische Artillerie eine ernsthafte Bedrohung für die 21. Division darstellte. In der Zwischenzeit hatte Oberst Takahashi einen Angriff auf die 21. Infanterie gestartet und er zwang damit die amerikanischen Einheiten zum Rückzug. Oberst Takahashi verlor keine Zeit, um die Lücke in der amerikanischen Linie auszunutzen. Der Stab der 21. Infanterie wurde fast gefangen genommen, als die anstürmenden Japaner kurzzeitig zum Kommandoposten durchbrachen. Wäre die Artillerie nicht gewesen, hätte der japanische Angriff möglicherweise zu einer vollständigen Niederlage geführt. Glücklicherweise handelte die 21. Feldartillerie rechtzeitig, um Takahashis Vormarsch aufzuhalten. Sie feuerte aus einer Entfernung von 500 bis 700 Metern direkt auf die entgegenkommenden Japaner. Sechs Stunden lang, bis die Dunkelheit hereinbrach, wurde der linke Teil der Linie der 21. Division allein von den Kanonen der 21. Feldartillerie gehalten, die aus nächster Nähe über die offenen Felder feuerten. Erst in der Nacht kehrte Ruhe ein. Die Takahashi-Abteilung nutzte die Zeit, um sich neu zu organisieren.
Am nächsten Tag beschoss japanische Artillerie die hinteren Bereiche der amerikanischen Linie, richtete aber keinen nennenswerten Schaden an. Am Nachmittag des 4. Januar befahl General Wainwright sich im Schutz der Dunkelheit bis zur Linie des Flusses Gumain etwa 13 Kilometer südlich von Porac zurückzuziehen. Bei Tagesanbruch des 5. Januar hatten die Truppen den Gumain überschritten, wo sie begannen, sich auf ihren nächsten Widerstand vorzubereiten.

##### Die rechte Flanke
Entlang der östlichen Hälfte der Guagua-Porac-Linie stand die 11. Division. Die 11. Infanterie befand sich auf der linken Seite und hielt die Straße Guagua-Porac bis nach Santa Rita im Norden. Mit der 21. Division auf der linken Seite gab es nur sporadischen Kontakt.
Der japanische Angriff auf die rechte Flanke der Guagua-Porac-Linie erfolgte am 3. Januar. Die verstärkte Tanaka-Abteilung hatte San Fernando um 4:00 Uhr verlassen und war vorsichtig entlang der Route 7 vorgerückt. Die Spitze der japanischen Kolonne traf etwa um 9:30 Uhr auf einen Panzerzug der Amerikaner, rund einen Kilometer nördlich von Guagua. Unter Panzerfeuer hielten die Japaner an, um auf die Ankunft der Hauptstreitkräfte zu warten. Als diese nachgerückt waren, zogen sich die amerikanischen Panzer zurück und die Japaner rückten langsam vor. Bedingt durch die Beschaffenheit des Geländes und durch die zahlreichen Dörfer lief der japanische Vormarsch nicht wie geplant. Artillerie wurde zur Unterstützung herangebracht und am späten Nachmittag eröffneten die Kanonen das Feuer. Sie erzielten mindestens einen Treffer auf dem Kommandoposten der 11. Infanterie. Das japanische Artilleriefeuer setzte sich während der Nacht fort und nahm am Morgen des 4. Januar an Intensität zu, als sich Haubitzen dem Kampf anschlossen. Am frühen Nachmittag eroberten die Japaner den nördlichen Teil von Guagua. Ein amerikanischer Gegenangriff schlug fehl, nachdem bei einer Verwechslung der Panzer die eigenen Kräfte mit Mörsergranaten beschossen wurden. Sogar General Weaver geriet bei dem Angriff in Gefahr, jedoch entstand letztlich kein ernsthafter Schaden.
Als die Nachricht vom japanischen Durchbruch bei Guagua General Wainwright am Nachmittag des 4. Januar erreichte, entschied er, dass es an der Zeit war, die Truppen weiter zurückzuziehen. Die nächste Linie sollte südlich des Flusses Gumain liegen, und der 11. sowie der 21. Division wurde befohlen, sich in dieser Nacht auf die neue Linie abzusetzen.
Am Abend des 4. Januar, begann der lange Marsch. Unterdessen hatte General William E. Brougher, der Kommandeur der 11. Division, in San Jose alle Lastkraftwagen und Busse gesammelt, die er finden konnte, und sie nach vorne geschickt, um seine Männer damit zu transportieren. So konnte die 11. Infanterie am 5. Januar gegen 5:00 Uhr morgens eine Position entlang der Route 7 zwischen Santa Cruz und Lubao einnehmen. Die Linie lag etwa anderthalb Kilometer südwestlich des Gumain. Truppen, die dort ankamen, gerieten unter Feuer der Tanaka-Abteilung, die am Vorabend in Lubao einmarschiert war.
Brougher hatte ungefähr zweihundert Mann des Regiments, zusammen mit den zehn Kanonen der 11. Feldartillerie und einigen 75-mm M3 Kampfwagen. Sie bildeten eine Linie auf der Route 7 zwischen Lubao und Santa Cruz. Vierzehn Stunden lang bildeten diese Truppen die einzige Linie zwischen den Japanernd und Layac Junction, dem Eingang nach Bataan.
Der Abzug des 194. Panzerbataillons aus Guagua war nur nach erbittertem Kampf gelungen. Geschätzte 500 bis 800 Japaner, unterstützt von Maschinengewehren, Mörsern und Artillerie, bewegten sich auf die Panzereinheit vor. Die Panzer und Kampfwagen eröffneten das Feuer und richteten große Verluste unter den Japanern an. Das 194. Panzerbataillon verließ dann das brennende Guagua und Lubao und rückte nach Süden in Stellungen anderthalb bis drei Kilometer oberhalb von Santa Cruz vor. Die Panzer und Kampfwagen am Block deckten den Rückzug ab.
Zwischen 2:00 Uhr und 3:00 Uhr am 5. Januar wurde die Deckungstruppe erneut angegriffen, wobei die Japaner unter direktes Feuer der amerikanischen Kanonen gerieten. Unter schweren Verlusten zurückgedrängt, griffen sie immer wieder an und brachen die Aktion erst gegen 5:00 Uhr bei Tagesanbruch ab. Später am Tag wurde die Tanaka-Abteilung, die durch Verluste ernsthaft aufgerieben war, durch die 1. Formosa-Infanterie von Oberst Hifumi Imai abgelöst. Nur Tanakas Panzer und Artillerie blieben bei ihnen.
Nach zwei Tagen heftiger und verworrener Kämpfe war die Guagua-Porac-Linie aufgegeben worden und die amerikanischen und philippinischen Truppen hatten sich auf eine neue Linie südlich und westlich des Gumain zurückgezogen. Im Westen hatte sich die 21. Division auf eine Position etwa 13 Kilometer unterhalb von Porac zurückgezogen und grub sich am Ufer des Flusses ein. Im Osten war die 11. Division rund zehn Kilometer zurückgefallen und stand etwa anderthalb Kilometere südlich des Flusses. Der kurze Aufenthalt auf der Guagua-Porac-Linie hatte den Alliierten Vorteile eingebracht. Die Japaner hatten den gewonnenen Boden mit vielen Opfern bezahlt und waren daran gehindert worden, ihr Ziel, das Tor nach Bataan, zu erreichen. Wichtiger war die Zeit, die die Truppen gewannen, die sich bereits in Bataan befanden und ihre Stellungen ausbauten.

### Bataan wird erreicht
Die Linie, die etwa fünf Kilometer vor der Zufahrtsstraße nach Bataan und direkt entlang des Gumain verlief, blockierte die Straße nach Bataan durch Dinalupihan und Layac Junction. Zur Verteidigung standen dort jetzt die 11. und 21. Division, die 26. Kavallerie und die Panzergruppe.
Der Rückzug über den Gumain durch Layac Junction erfolgte ohne japanisches Eingreifen, allerdings begleitet von einigem Chaos. Tagsüber schickten widersprüchliche oder missverstandene Befehle die Männer der 21. Division im Westen nach vorne und zogen sie dann zurück, manchmal gleichzeitig. Dies verzögerte die Arbeiten an der Position am Gumain um die Linie nach Osten zu verlängern und Kontakt mit der 11. Division aufzunehmen. Erst am Nachmittag hatte die Division wieder eine Linie südlich des Flusses gebildet. In einem Abschnitt waren Infanterie, Artillerie und Panzer in völliger Unordnung vermischt. Glücklicherweise rückte die Takahashi-Abteilung auf der Route 74 nicht hinter Pio vor. 

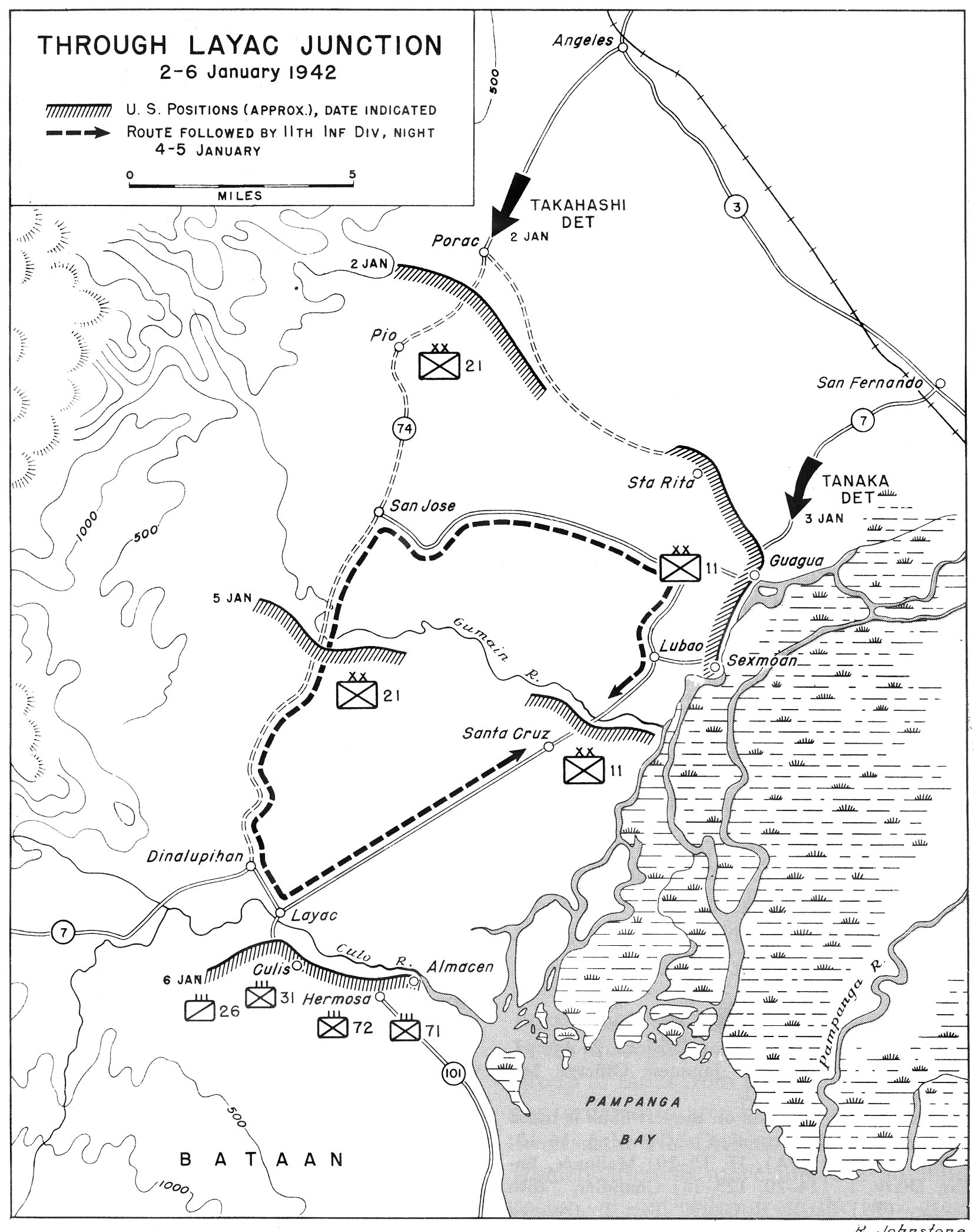
Verteidigung der Straßenkreuzung Layac

Kaum hatten die Truppen ihre Stellungen hinter dem Gumain bezogen, als General Wainwright befahl, bei Einbruch der Dunkelheit über Layac Junction nach Bataan abzuziehen. Als die Nacht hereinbrach, zog sich die 11. Division von ihren Positionen zurück und bewegte sich entlang der Route 7 nach Südwesten in Richtung Layac Junction und der Straße nach Bataan. Bald war die Stadt mit Männern und Fahrzeugen überfüllt. Lastwagen, Busse, Artillerie, Panzer, Pferde und eine große Anzahl von Mitarbeitern und Kommandowagen blockierten die Straße. Gegen 20:30 Uhr hatte die Division Layac verlassen und war über die Culo-Brücke gegangen. Die 21. Division wurde nun herüber beordert. Kurz vor 2:00 Uhr am 6. Januar  verließen als letztes die Panzer die Brücke. General Wainwright befahl daraufhin die Brücke zu sprengen.
Bereits unterhalb von Layac Junction, als die Brücke über den Culo gesprengt wurde, bildete sich eine weitere Linie, die die Japaner aufhalten und mehr Zeit für die Bataan-Verteidigungsstreitkräfte gewinnen sollte. Die Verantwortung für die Errichtung der Layac Junction-Linie wurde Brigadegeneral Clyde Andrew Selleck übertragen, der gerade mit 2.500 Mann seiner desorganisierten 71. Division Bataan erreicht hatte.
Die Kämpfe entlang der Layac-Linie begann am Morgen des 6. Januar mit Artilleriefeuer der Japaner. Beobachter meldeten, dass japanische Infanterie und Artillerie auf der Route 7 in Richtung Layac Junction vorrückten. Um 10:30 Uhr befand sich die japanische Kolonne in Artilleriereichweite und die Alliierten eröffneten das Feuer. Die Japaner zogen sich daraufhin fast vier Kilometer weit nordöstlich von Layac zurück. Unverzüglich brachten sie ihre eigene Artillerie in Stellung und begannen, geleitet durch Positionsangaben von ihren Flugzeugen, mit einem konzentrierten und effektivem Feuer auf die Amerikaner und Filipinos. General Selleck war ohne Flakschutz nicht in der Lage, die Luftaufklärung zu verhindern, mit dem Ergebnis, dass die japanische Artillerie außerhalb der Reichweite der amerikanischen Geschütze in der Lage war, die Infanteriestellungen und die Artillerie genau und vernichtend zu beschießen. Gegen Mittag befahl Selleck daher seiner Artillerie neue Positionen, aber die japanischen Beobachtungsflugzeuge, die bis zu 600 Meter tief flogen, meldeten die geänderten Positionen und die japanische Artillerie verlagerte das Feuer. Viele Kanonen der Alliierten wurden zerstört.
Nach dem intensiven Artilleriefeuer überquerte gegen 14:00 Uhr eine japanische Truppe aus mehreren Infanteriebataillonen den Culo unterhalb von Layac Junction und stieß gegen die amerikanische Linie vor. Eine andere Truppe wandte sich bei Layac nach Norden und bewegte sich in Richtung Dinalupihan, wo sie um 15:00 Uhr in die unverteidigte Stadt eindrangen.

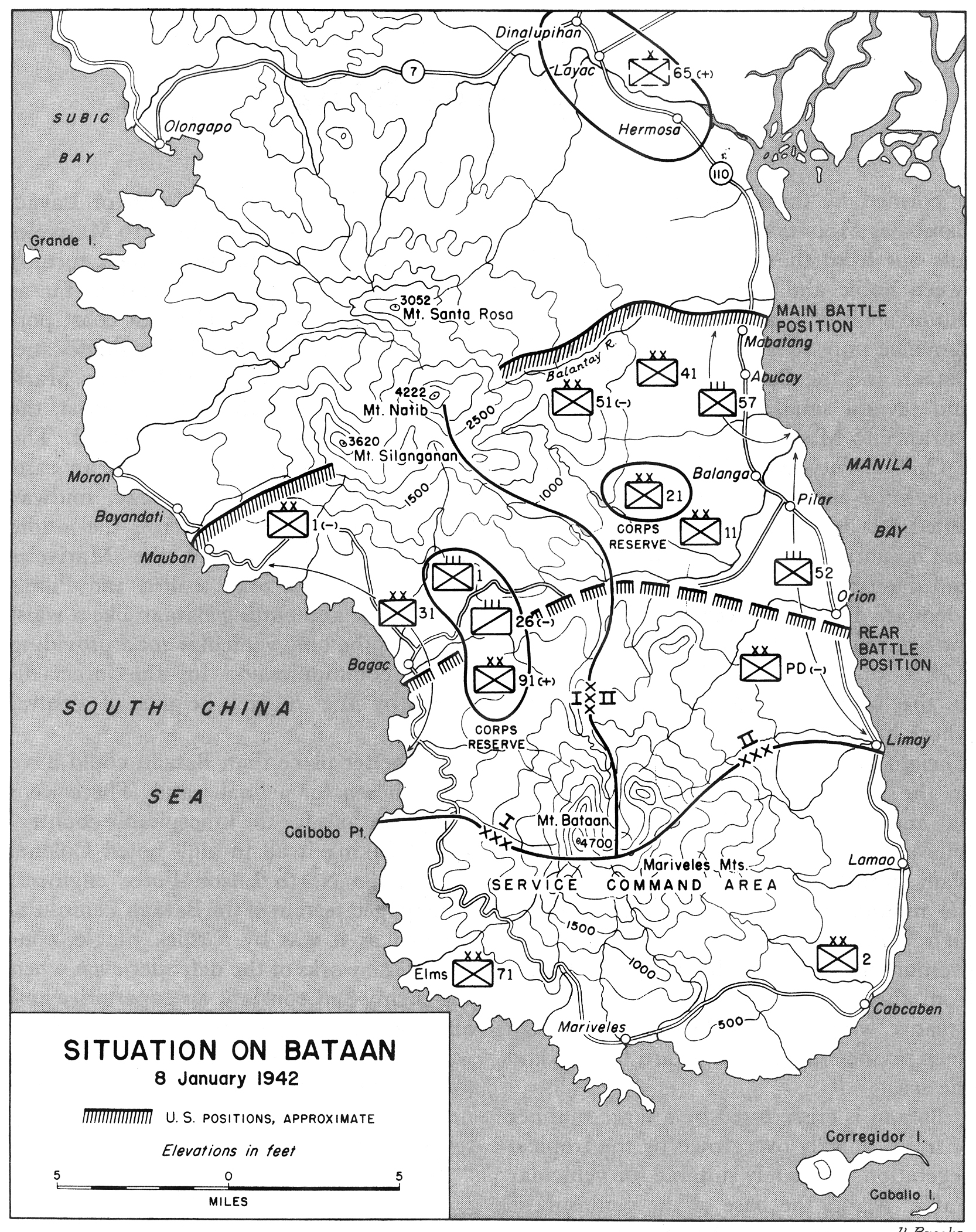
Die Lage am 8. Januar 1942

Eine Stunde danach begann die Kampf um die Verteidigungslinie. Den Japanern gelang es in eine Lücke einzudringen, die durch ihr Artilleriefeuer entstanden war. Diese konnte aber kurz darauf von den Alliierten wieder geschlossen werden. Zwar schien die Situation gut im Griff zu sein, aber General Selleck befand sich in ernsthaften Schwierigkeiten. Seine überdehnte Linie war teilweise durchbrochen, seine Reserven hatte er eingesetzt und seine Artillerie war praktisch außer Gefecht gesetzt. Die Japaner drangen weiter nach Süden über den Culo vor. Am 6. Januar um 22:00 Uhr befahl General Parker daher einen Rückzug im Schutz der Dunkelheit. Erst bei Tagesanbruch erfuhr der 26. Kavallerie vom Rückzug, da sie zeitweise den Kontakt zu den anderen Einheiten verloren hatte. Sie begann sich um 7:00 Uhr am 7. Januar zurückzuziehen. Zu diesem Zeitpunkt kontrollierten die Japaner die Straße bis Hermosa. Mit dem Abzug der 26. Kavallerie verschwand die Layac-Verteidigungslinie. Gegen die japanischen Kanonen mit größerer Reichweite waren die Amerikaner wehrlos gewesen. Die Linie war beim ersten Schlag durchbrochen, nur um dann wiederhergestellt und wieder aufgegeben zu werden. Die Japaner waren allerdings einmal mehr bei ihrem Versuch gescheitert, ihren Vorsprung auszubauen. Der Rückzug nach Bataan war damit abgeschlossen.

### In Bataan
Am 7. Januar 1942 begann offiziell die Verteidigung von Bataan. General Jonathan Wainwright übernahm das Kommando über den Westsektor der Bataan-Verteidigungsstreitkräfte, der zum I. Philippinischen Korps wurde. Der Ostsektor, umbenannt zum II. Philippinischen Korps, unterstand bis dahin General Parker, Kommandant der gesamten Bataan-Verteidigungsstreitkräfte. Die Grenze zwischen den beiden Korps teilte die Länge der Halbinsel vom Mount Natib bis zu den Mariveles-Bergen. Die Spitze von Bataan, südlich der Mariveles-Berge, wurde zum Service Command Area bestimmt und die Verantwortung für seine Verteidigung wurde dem Stellvertreter von MacArthur für die philippinische Abteilung, Brigadegeneral Allan Clay McBride übertragen. Die Verteidigung der westlichen Hälfte von Bataan übernahm Wainwrights Korps, während das Korps von Parker auf der Seite der Bucht von Manila kämpfen sollte. Beide Korps befanden sich unter MacArthurs Hauptquartier auf Corregidor.
Die Verteidigung von Bataan wurde als Tiefenverteidigung konzipiert. Die Hauptkampfstellung erstreckte sich von Mabatang, eine kurze Strecke nördlich von Abucay im Osten, über den Mount Natib bis nach Mauban an der Westküste. Sie hatte eine Länge von ungefähr 12,5 Kilometer. Vor ihr wurde eine starke Widerstandslinie mit Außenposten errichtet. Weiter hinten wurden Verteidigungen bis zu einer Tiefe von mehreren Kilometern vorbereitet. Entlang der Strände an beiden Küsten wurden Truppen postiert, um sich gegen amphibische Einkesselungen zu schützen.
Rund fünf Kilometer hinter der Hauptkampfposition, parallel zur Straße Pilar-Bagac, befand sich die hintere Kampfposition, die in Vorkriegsplänen die Hauptlinie der Bataan-Verteidigung gebildet hatte. Am 7. Januar war diese Linie noch nicht vollständig aufgebaut. Während die Streitkräfte entlang der Hauptkampfstellung die Japaner zurückhielten, würden andere Truppen diese Position vorbereiten.
|                                             | Haupteinheiten | Angegliederte Einheiten                                                                                               | Stärke |
| ------------------------------------------- | --- | --- | ------ |
| I. Philippinisches Korps General Wainwright | 1. Philippinische Armeedivision | - 26. Kavallerie - Feldartillerie (eine Batterie) - Einige Kampfwagen mit 75-mm Kanonen - Verschiedene Kleineinheiten | 22.500 |
| I. Philippinisches Korps General Wainwright | 31. Philippinische Armeedivision | - 26. Kavallerie - Feldartillerie (eine Batterie) - Einige Kampfwagen mit 75-mm Kanonen - Verschiedene Kleineinheiten | 22.500 |
| I. Philippinisches Korps General Wainwright | 91. Philippinische Armeedivision | - 26. Kavallerie - Feldartillerie (eine Batterie) - Einige Kampfwagen mit 75-mm Kanonen - Verschiedene Kleineinheiten | 22.500 |
| II. Philippinisches Korps General Parker    | 11. Philippinische Armeedivision | - 57. Infanterie - Artillerie                                                                                         | 25.000 |
| II. Philippinisches Korps General Parker    | 21. Philippinische Armeedivision | - 57. Infanterie - Artillerie                                                                                         | 25.000 |
| II. Philippinisches Korps General Parker    | 41. Philippinische Armeedivision | - 57. Infanterie - Artillerie                                                                                         | 25.000 |
| II. Philippinisches Korps General Parker    | 51. Philippinische Armeedivision | - 57. Infanterie - Artillerie                                                                                         | 25.000 |
| Hintere Kampfposition Hauptquartier         | - Philippinische Division - Panzereinheiten - Einige Kampfwagen mit 75-mm Kanonen - Artillerie                                                     | | ---    |
| Service Kommando General McBride            | - 2. Division (aus Resten der 71. Division) - Provisorische Infanterie, gebildet aus Luftfahrteinheiten - Provisorisches Korps aus Marineeinheiten | | ---    |

### Weitere Kämpfe
Ab dem 9. Januar griffen die japanischen Streitkräfte unter Generalleutnant Susumu Morioka die Ostflanke der Verteidigungslinie zwischen Abucay und Mauban an. Die Kämpfe führten zum Rückzug der Verteidiger auf die Orion-Bagac-Verteidigungslinie, die lange gehalten werden konnte.
Nach verlustreichen Kämpfen ordnete der japanische Kommandeur Homma Masaharu am 8. Februar die Aussetzung der offensiven Operationen an, um seine Kräfte zu reorganisieren. Das US-Kriegsministerium zog MacArthur im März von den Philippinen ab, um ihn zum Oberbefehlshaber der alliierten Truppen im Southwest Pacific Area zu ernennen. Er wurde auf einen direkten Befehl Roosevelts hin durch Jonathan Wainwright ersetzt. MacArthur wurde nach seiner sicheren Ankunft in Australien die Medal of Honor verliehen, jedoch nicht ohne vorher sein Versprechen abzugeben: „Ich komme wieder“.

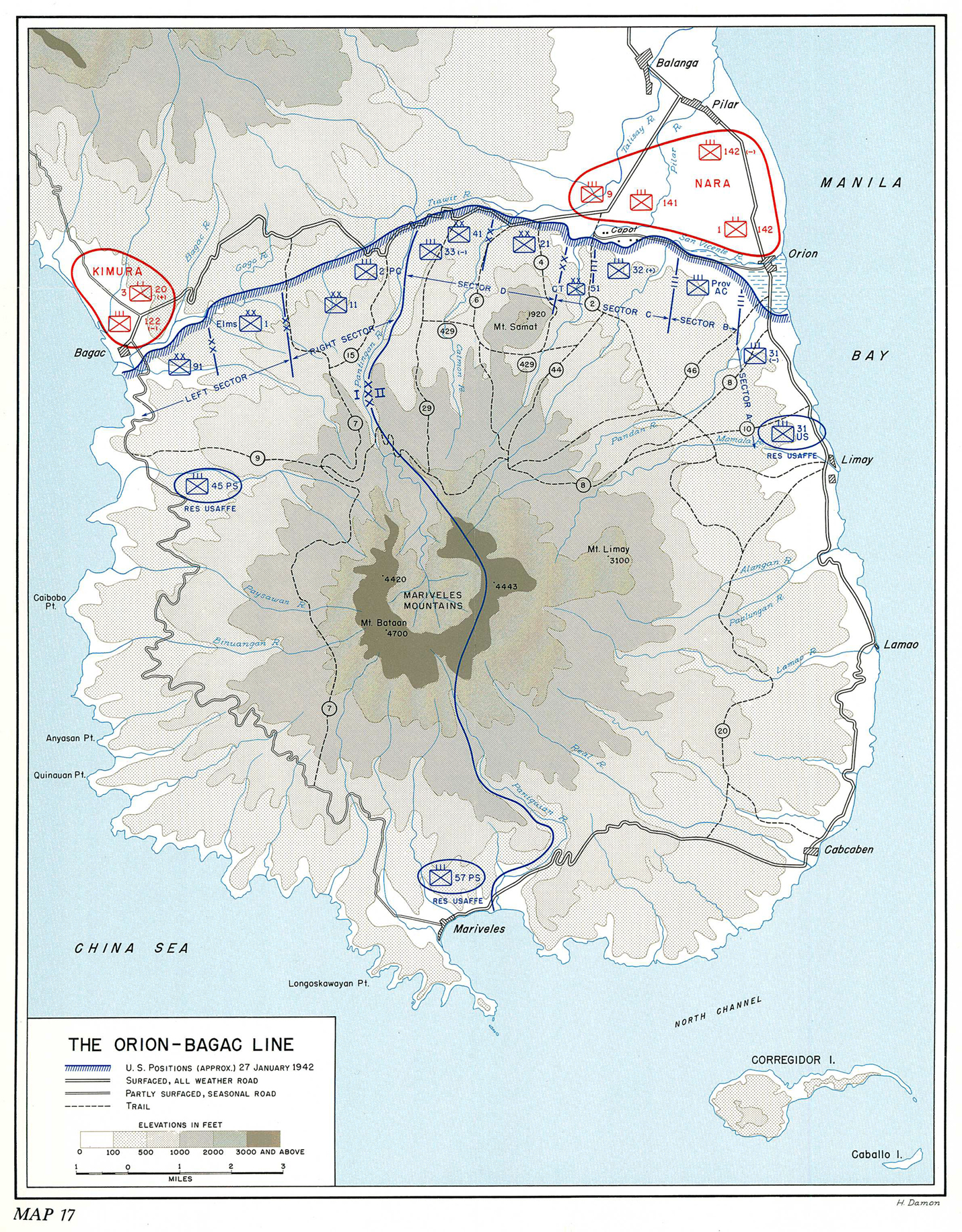
Orion-Bagac-Verteidigungslinie am 27. Januar 1942

Generalmajor Edward P. King hatte auf der Halbinsel Bataan nun das Kommando über die „USAFFE (United States Army Forces in the Far East)“ mit rund 70.000 Mann. Trotz des fast völligen Fehlens von Nachschub gelang es ihm in blutigen Kämpfen, den weiteren Vormarsch der Japaner noch über einen Monat zu stoppen.

## Kapitulation
Am 9. April 1942 musste sich Generalmajor King auf Bataan den japanischen Eroberern unter Homma Masaharu ergeben, da kaum noch Trinkwasser und Nahrung zur Verfügung standen. Damit fiel den Japanern eine unerwartet hohe Anzahl an ausgehungerten, kranken und abgemagerten Gefangenen in die Hände, welche die Anzahl der eigenen Truppen weit übertraf. Die amerikanischen Soldaten zerstörten, so weit es ging, ihre Schiffe und Waffen und begaben sich in die Hände der Japaner. Die Festungsinsel Corregidor war nun die letzte amerikanische Bastion auf den Philippinen, gehalten von 15.000 GIs und philippinischen Truppen. Der japanische Artilleriebeschuss konnte die Festungsbatterien in der Schlacht um Corregidor nach und nach ausschalten. Ein am 5. Mai mit Luftunterstützung begonnener Angriff von 2000 Japanern führte am darauffolgenden Tag zur Kapitulation der Verteidiger von Corregidor unter General Wainwright.

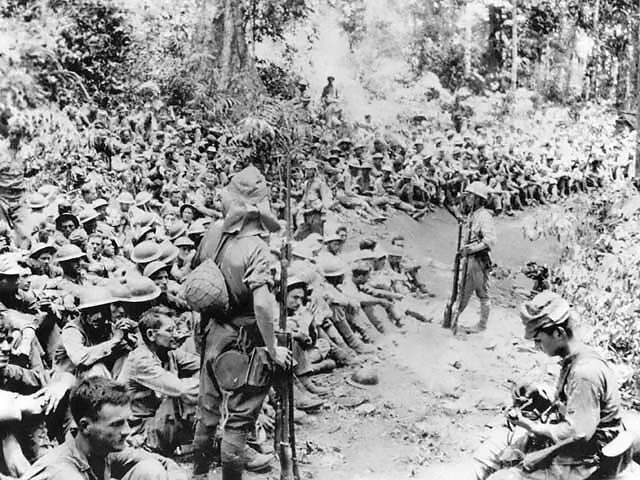
Todesmarsch von Bataan

Im darauffolgenden Todesmarsch von Bataan starben bis zu 10.000 Soldaten vor ihrer Ankunft in einem 100 Kilometer entfernten Militärlager.